# Liste geflügelter Worte/B

## Babylonische Verwirrung

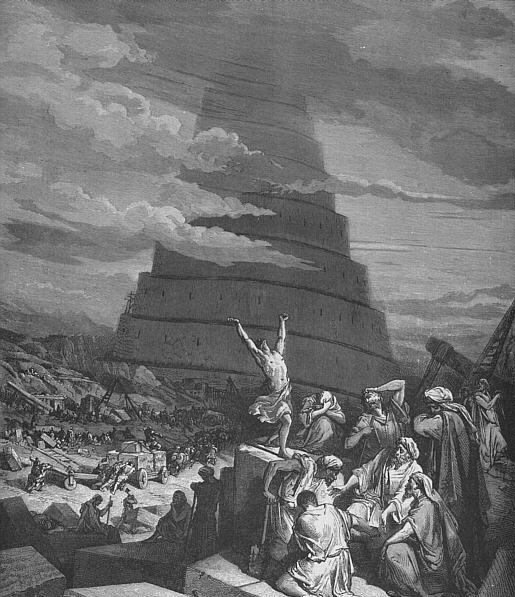
Gustave Doré: Die Sprachverwirrung

Der Begriff Babylonische Sprachverwirrung (lateinisch: „confusio linguarum“) stammt aus 1. Mose (Genesis) 11,7–9 . Danach verwirrte Gott die Erbauer des Turms zu Babel, sodass „keiner des andern Sprache verstehe“. Darin wird die Sprachenvielfalt als Gottesstrafe an der gesamten Menschheit dargestellt.
Die Bibel beschreibt den Turmbau zu Babel. Da das Vorhaben als Versuch, Gott gleichzukommen, gesehen wird, strafte er die Bauleute damit, dass nun jeder seine eigene Sprache besaß, damit keiner mehr den anderen verstand. Zuvor habe die ganze Welt eine gemeinsame Sprache gesprochen. Der Bau blieb aufgrund der Sprachprobleme unvollendet.
Die Bibel nimmt das Thema der Sprachverwirrung nochmals in der Pfingstgeschichte des Neuen Testaments in der Apostelgeschichte (2,1–13 ) auf. Der Heilige Geist der durch Jesus Christus ermöglichten Gottverbundenheit bewirkt dieser Erzählung zufolge ein neues Reden und Verstehen über alle Sprachgrenzen hinweg.
Auf die „Babylonische Sprachverwirrung“ wird häufig bei der Berichterstattung über die Verwaltung der Europäischen Gemeinschaft Bezug genommen, wo sich auf Grund der sprachlichen Vielfalt Mehrarbeiten und Kosten ergeben.
Die babylonische Sprachverwirrung findet auch in anderen Zusammenhängen und Abwandlungen Anwendung. So betitelte das Nachrichtenmagazin „Der Spiegel“ eine sprachkritische Geschichte über den „Mischmasch namens Denglisch“ mit: „Welcome in Blabylon“.

## Balla balla
- Einen geistig Minderbemittelten nennt man „Mattscheibe“ oder mit einem reduplizierten Schallwort „Kamerad Balla Balla“; seinen Bestimmungsort, das Irrenhaus, „Klapsmühle“.

Das schrieb der Romanist Werner Krauss in seinem Aufsatz Über den Zustand unserer Sprache, der am 28. Februar 1947 in der Halbmonatsschrift Die Gegenwart erschien und sich vornehmlich mit der Soldatensprache des Zweiten Weltkriegs beschäftigte. In einer erweiterten Fassung, die Krauss noch im selben Jahr unter Berücksichtigung eingegangener Leserzuschriften vorbereitete, präzisierte er:
- Wer Mattscheibe hat, wird auch selbst so genannt, oder mit einem durch eine charakteristische Kreisbewegung vor der Stirn begleitendem [sic!] Glimpfwort Kamerad Balla Balla. (Anm.: Durch die erwähnte Kreisbewegung ist der Zusammenhang mit Ball, Bollen usw. eindeutig. Balla ist mir als Glimpf- und Scheltwort aus dem Schwäbischen, gleichbedeutend mit Bobbel vertraut. Urverwandtschaft ist lat. follis, griech. phallos.)[4]

1965 hatte die West-Berliner Band Rainbows mit ihrem Schlager Balla Balla, dessen Text aus nichts anderem als diesen x-fach wiederholten und mit dem Brunftschrei my baby baby verbundenen Worten besteht, einigen Erfolg im In- und Ausland.

## Barmherziger Samariter

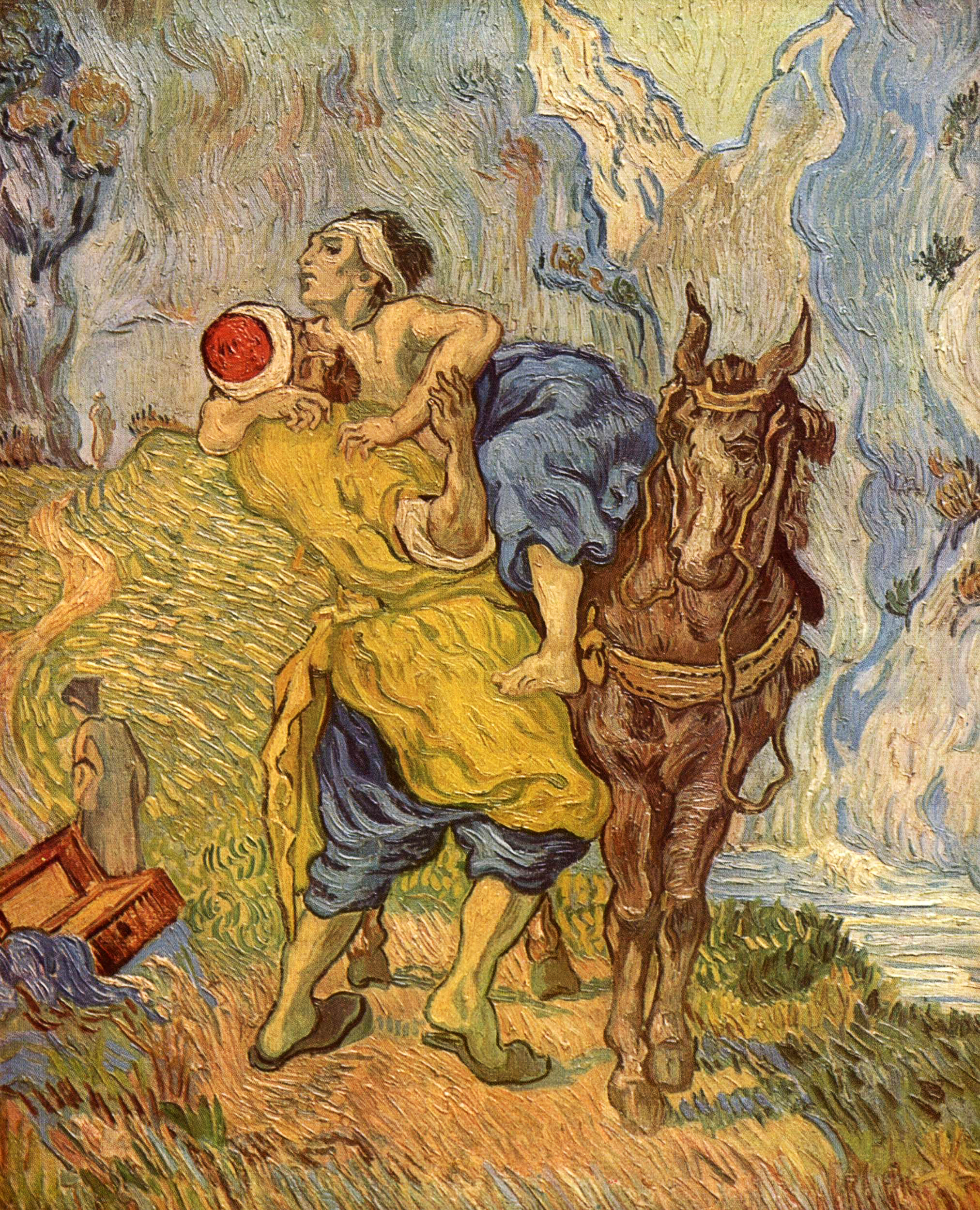
Vincent van Gogh: Der gute Samariter

Dieser Ausdruck geht auf das Lukasevangelium zurück. Dort wird Jesus von einem Schriftgelehrten gefragt (10,25–37 ):
„25 (…) Meister, was muss ich tun, dass ich das ewige Leben ererbe?“
Jesus fragt zurück:
„26 (…) Was steht im Gesetz geschrieben?“
„27 Er antwortete und sprach: »Du sollst den Herrn, deinen Gott, lieben von ganzem Herzen, von ganzer Seele, von allen Kräften und von ganzem Gemüt, und deinen Nächsten wie dich selbst«“
Doch war ihm eines nicht klar und so frage er erneut:
„29 (…) Wer ist denn mein Nächster?“
Daraufhin erzählt ihm Jesus das folgende Gleichnis:
„30 (…) Es war ein Mensch, der ging von Jerusalem hinab nach Jericho und fiel unter die Räuber; die zogen ihn aus und schlugen ihn und machten sich davon und ließen ihn halbtot liegen. 31 Es traf sich aber, dass ein Priester dieselbe Straße hinabzog; und als er ihn sah, ging er vorüber. 32 Desgleichen auch ein Levit: Als er zu der Stelle kam und ihn sah, ging er vorüber. 33 Ein Samariter aber, der auf der Reise war, kam dahin; und als er ihn sah, jammerte er ihn; 34 und er ging zu ihm, goss Öl und Wein auf seine Wunden und verband sie ihm, hob ihn auf sein Tier und brachte ihn in eine Herberge und pflegte ihn. 35 Am nächsten Tag zog er zwei Silbergroschen heraus, gab sie dem Wirt und sprach: Pflege ihn; und wenn du mehr ausgibst, will ich dir’s bezahlen, wenn ich wiederkomme.“
Am Ende stellt Jesus die rhetorische Frage, wer von diesen Dreien dem Überfallenen der Nächste gewesen sei.
Der Schriftgelehrte antwortet, dass es wohl der sei, der barmherzig zu ihm war. Und Jesus schließt das Gespräch mit den folgenden berühmten Worten ab:
37 (…) „So gehe hin und tue desgleichen!“

## Baum der Erkenntnis

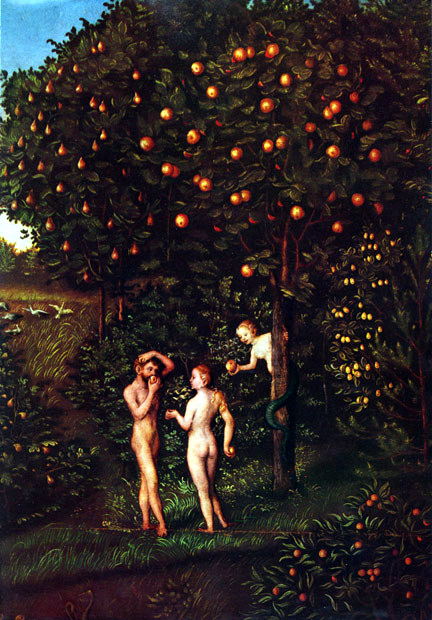
Lucas Cranach d. Ä.: Der Baum der Erkenntnis

Diese Wendung geht auf das 1. Buch Mose zurück, wo der „Baum der Erkenntnis des Guten und Bösen“ (2,9 ) im Garten Eden erwähnt wird.
Als Baum der Erkenntnis von Gut und Böse (hebräisch: עץ הדעת טוב ורע °ez had-da°at tôb wâ-râ) wird in der Paradieserzählung ein Baum bezeichnet, der sich – zusammen mit dem Baum des Lebens – in der Mitte des Paradiesgartens befindet und von dessen Früchten zu essen Gott dem Menschen verbietet:

„16 Und Gott der HERR gebot dem Menschen und sprach: Du darfst essen … von allen Bäumen im Garten, 17 aber von dem Baum der Erkenntnis des Guten und Bösen sollst du nicht essen; denn an dem Tage, da du von ihm isst, musst du des Todes sterben.“

Über die lateinische Übersetzung der Vulgata wurde der Baum der Erkenntnis des Guten und Bösen (ligno … scientiae boni et mali) im Mittelalter als Apfelbaum (Malus domestica), die Frucht als „Apfel“ (malum, Homonym zu malum „Böse“) gedeutet, obwohl davon in der hebräischen Bibel nicht die Rede ist.
Trotz eines Verbots Gottes isst Adam eine Frucht dieses Baums, was die Vertreibung aus dem Paradies zur Folge hat:

„Da wies ihn Gott der HERR aus dem Garten Eden, dass er die Erde bebaute, von der er genommen war.“

## Bäume sterben aufrecht.
Bäume sterben aufrecht (spanisch: Los árboles mueren de pie) ist der Titel einer Komödie von Alejandro Casona aus dem Jahr 1949. In dem Theaterstück gelingt es einer Großmutter, die jahrelang über den schlechten Charakter ihres Enkels getäuscht wurde, Haltung zu bewahren und um des Glücks der anderen willen das Spiel weiter mitzuspielen.
Heute wird dieses Zitat gebraucht, wenn von einem unbeugsamen Menschen die Rede ist, der zugrunde geht:
- „Lieber aufrecht sterben, als auf Knien leben.“

Peter Schütt nannte einen Gedichtband Bäume sterben aufrecht.

## Beam me up, Scotty!
„Beam me up, Scotty“ (dt. „Beam mich hoch, Scotty“) ist ein vermeintliches Zitat aus der klassischen Science-Fiction-Serie Raumschiff Enterprise (engl. Star Trek: The Original Series, 1966–1969), das dort jedoch in exakt diesem Wortlaut nie gesagt wird.
Der Kapitän der Enterprise, James Kirk, der sich auf einem Planeten befindet, sagt diesen Satz zu seinem Chefingenieur Montgomery „Scotty“ Scott, um wieder an Bord des Raumschiffs geholt zu werden. Hierbei bezieht sich der Ausdruck „Beamen“ auf den Transporter des Raumschiffs, der Personen und Gegenstände über beschränkte Distanzen teleportieren kann. Die beiden in der Serie von James Kirk tatsächlich ausgesprochenen Sätze, die dem vermeintlichen Zitat am nächsten kommen, lauten „Two to beam up, Scotty“ und „Beam us up, Mr. Scott“. Mehr als 16 Jahre später, nachdem sich der Satz längst zu einem geflügelten Wort entwickelt hatte, sagte James Kirk dann im Spielfilm Star Trek IV: Zurück in die Gegenwart (1986) exakt dieselben Worte, allerdings in einer veränderten Reihenfolge: „Scotty, beam me up!“.
In den 1970er Jahren entwickelte sich „Beam me up, Scotty“ zu dem bekanntesten mit Star Trek assoziierten Zitat und fand in der Folgezeit eine weite Verbreitung sowohl im alltäglichen Sprachgebrauch als auch in der Literatur. Meist wird es dabei als ein Ausruf oder eine Redewendung verstanden, mit der man den Wunsch nach einer (sofortigen) Befreiung oder Rettung aus einer unangenehmen Situation zum Ausdruck bringt. Auch abgeänderte oder erweiterte Varianten, oft mit einem satirischen Unterton, verbreiteten sich. Ein Autoaufkleber aus den 1970er Jahren lautete zum Beispiel: „Beam me up, Scotty! There is no intelligent life on this planet.“
In der satirischen Zeichentrickserie Southpark (1997 ff.) befindet sich die lateinische Übersetzung „Me transmitte sursum, Caledoni!“ als Inschrift über einem Planetarium.
Die Science-Fiction-Parodie Mel Brooks’ Spaceballs (1987) enthält eine Szene, die das Star-Trek-Zitat zum Gegenstand hat. Zwischen dem Präsidenten Skroob, der der Transportertechnologie nicht recht vertraut, und dem (weiblichen) Raumschiffsoffizier Zircon entwickelt sich dort der folgende Dialog:

„Zircon: Shall I have Snotty beam you down, sir?

Skroob: I don’t know about this beaming stuff? Is it safe?

Zircon: Oh yes, sir. Snotty beamed me twice last night. It was wonderful.

Zircon: Snotty – beam him down.“

Innerhalb der Drogenszene der 1980er Jahre in den Vereinigten Staaten wurde der Satz auch im Zusammenhang mit der Straßendroge Crack verwendet. Dort bezieht er sich entweder auf den durch Crack induzierten Drogenrausch (getting high) oder auf eine Drogenportion bzw. einen Joint selbst (meist Crack mit Phencyclidin versetzt).
Der Schauspieler James Doohan, der den im Zitat angesprochenen Scotty verkörperte, veröffentlichte 1996 seine Autobiographie unter dem Titel Beam me up, Scotty.
Der Rapper Marteria nahm durch den 2017 veröffentlichten Song Scotty beam mich hoch in dem Album Roswell Bezug auf das Zitat.

## Bedecke deinen Himmel, Zeus!

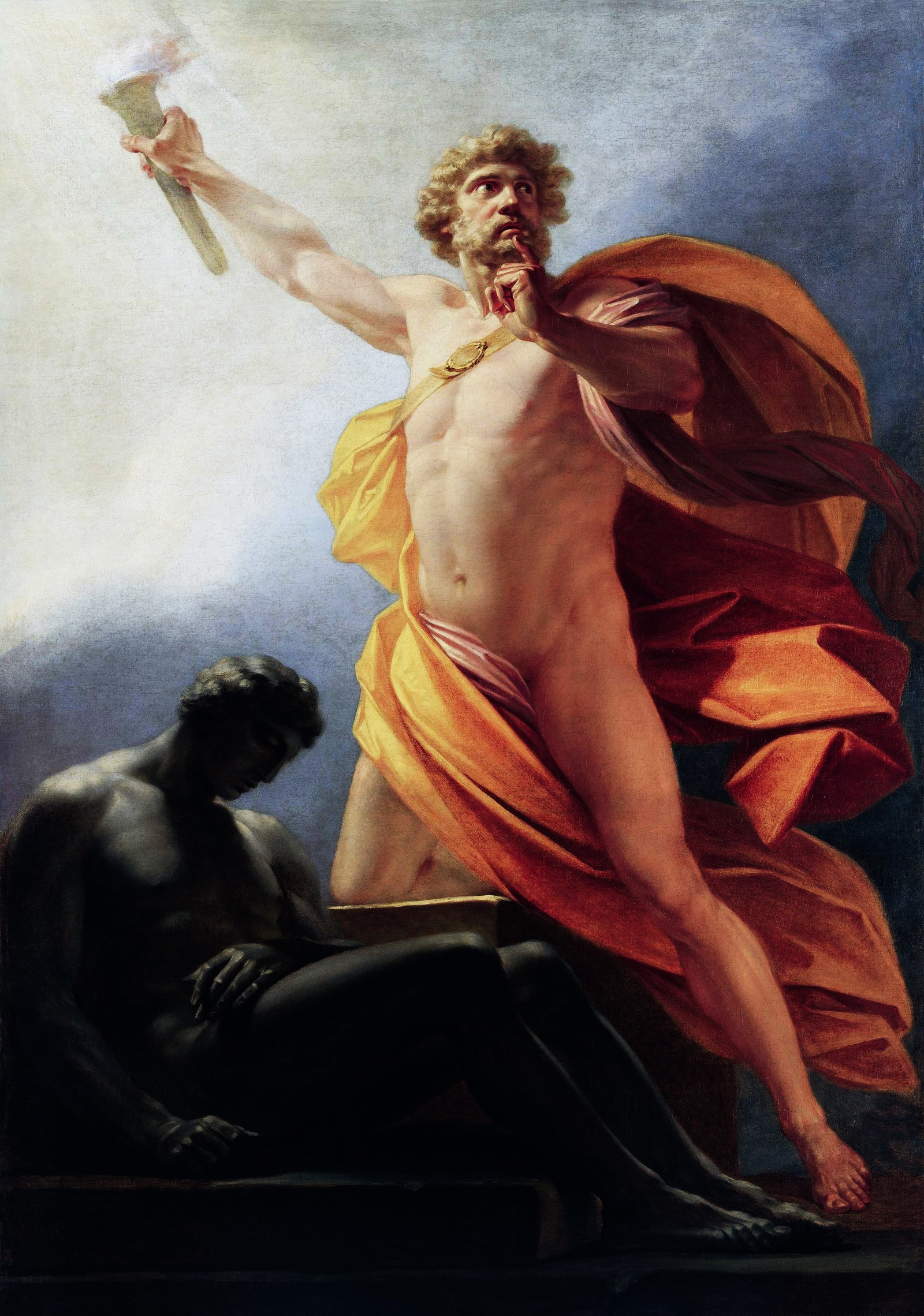
Heinrich Füger: „Prometheus bringt der Menschheit das Feuer“

Mit diesen Worten beginnt Goethes Gedicht Prometheus:
„Bedecke deinen Himmel, Zeus,
Mit Wolkendunst,
Und übe, dem Knaben gleich,
Der Disteln köpft,
An Eichen dich und Bergeshöhn“
Nach der griechischen Mythologie brachte Prometheus den Menschen das Feuer und zog sich damit den Zorn des Zeus zu. Das Gedicht ist ein stolzer Monolog des Prometheus, der seine Verachtung für Zeus zeigt.

## Befiehl du deine Wege.
Befiehl du deine Wege ist ein geistliches Lied von Paul Gerhardt. Es wurde erstmals 1653 in der fünften Auflage von Johann Crügers Gesangbuch veröffentlicht.

## Behalten Sie Ihren Hammer, Sie Rüpel!
Eines der bekanntesten Beispiele aus Paul Watzlawicks Buch Anleitung zum Unglücklichsein ist Die Geschichte mit dem Hammer, die von einem Mann erzählt, der ein Bild aufhängen will, aber keinen Hammer zur Hand hat. Er beschließt, zum Nachbarn zu gehen und sich dessen Hammer zu borgen, doch kommen ihm Zweifel, ob ihm der Nachbar seinen Hammer ausleihen würde. Dann fallen ihm noch weitere Verhaltensweisen des Nachbarn ein, die auf Feindseligkeit ihm gegenüber hindeuten könnten (wahrscheinlich aber auch reiner Zufall sind). Zornig stürmt der Mann schließlich zum Nachbarn und brüllt ihn an:

„Behalten Sie Ihren Hammer, Sie Rüpel!“

Mit der kleinen Geschichte will Watzlawick verdeutlichen, dass die innere Einstellung zum Gesprächspartner indirekt auch den Verlauf eines Gesprächs bestimmt und dass es nicht sinnvoll ist, sich grundlos in Mutmaßungen über die Gedanken und Gefühle des anderen hineinzusteigern.

## Bei ARD und ZDF sitzen Sie in der ersten Reihe.
Für diesen Claim der internationalen Werbeagentur Young & Rubicam erhielten die beiden öffentlich-rechtlichen Sendeanstalten ARD und ZDF 1990 den Preis der beleidigten Zuschauer. In der Begründung hieß es, dass man  es den Zuschauern selber überlassen solle, wo sie sitzen wollen. Außerdem sei die erste Reihe nicht die beste.
Bald gab es Parodien auf diesen Werbespruch wie zum Beispiel: Bei ARD und ZDF reihern Sie in die ersten Sitze.

## Bei genauerer Betrachtung steigt mit dem Preise auch die Achtung.
In seiner Bildergeschichte Maler Klecksel übt Wilhelm Busch Kritik an der Bildungsphilisterei seiner Zeit. Besonders kennzeichnend ist dafür, wie der Icherzähler sein Verhalten bei der Beurteilung eines Gemäldes beschreibt:

„Mit scharfem Blick, nach Kennerweise
 Seh ich zunächst mal nach dem Preise
 Und bei genauerer Betrachtung
 Steigt mit dem Preise auch die Achtung.“

## Bei Gott ist kein Ding unmöglich.

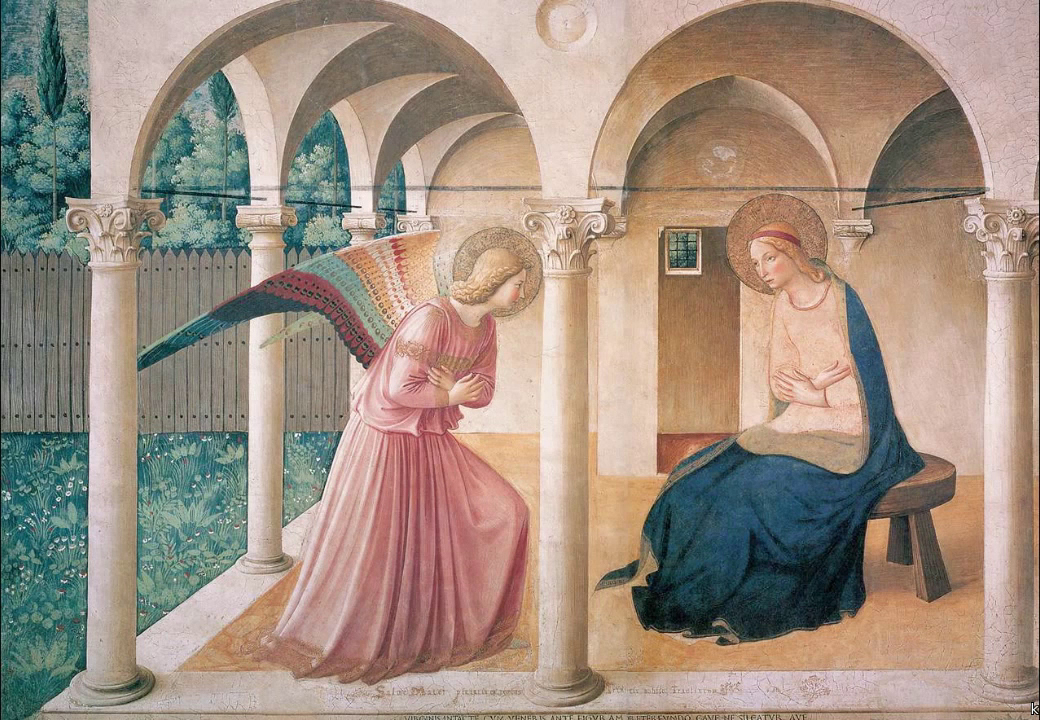
Fra Angelico: Mariä Verkündigung

„Bei Gott ist kein Ding unmöglich“ sagt laut Lukasevangelium der Engel Gabriel zu Maria, die daran zweifelt, dass sie ein Kind bekommen wird:

„34 Da sprach Maria zu dem Engel: Wie soll das zugehen, da ich doch von keinem Mann weiß? 35 Der Engel antwortete und sprach zu ihr: Der Heilige Geist wird über dich kommen, und die Kraft des Höchsten wird dich überschatten; darum wird auch das Heilige, das geboren wird, Gottes Sohn genannt werden. 36 Und siehe, Elisabeth, deine Verwandte, ist auch schwanger mit einem Sohn, in ihrem Alter, und ist jetzt im sechsten Monat, von der man sagt, dass sie unfruchtbar sei. 37 Denn bei Gott ist kein Ding unmöglich.“

Der Erzengel weist mit diesen Worten auf die angeblich unfruchtbare, aber doch schwangere Elisabet hin.
Dieses Bibelzitat greift Annette von Droste-Hülshoff in ihrem Gedicht Am Feste Mariä Verkündigung auf, das mit folgenden Versen beginnt:
„Ja, seine Macht hat keine Grenzen,
Bei Gott unmöglich ist kein Ding!“

## Bei Philippi sehen wir uns wieder!

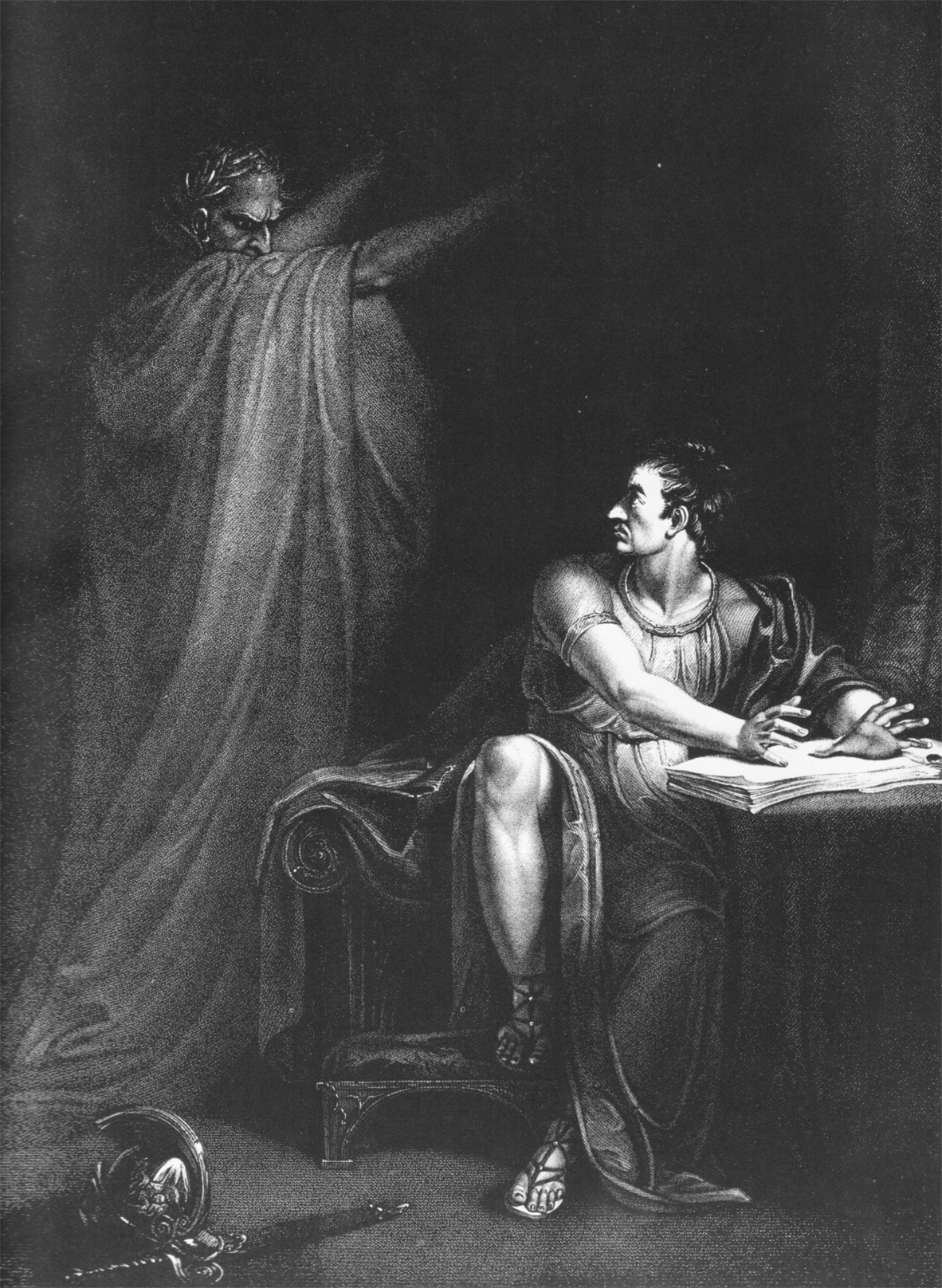
Brutus und Cäsars Geist

Die Wendung „Bei Philippi sehen wir uns wieder!“ geht auf Shakespeares Drama Julius Cäsar (The Tragedy of Julius Caesar) zurück. Er greift dabei ein Zitat aus der Erzählung des griechischen Schriftstellers Plutarch über das Leben Caesars auf:
„Ὄψει δέ με περὶ Φιλίππους.“
Shakespeare kannte wohl die lateinische Version:
„Tuus sum, inquit, Brute, malus genius; in Philippis me videbis.“
Meist wurde auch nur der zweite Teil wiedergegeben:
„(Cras) Philippis (iterum) me videbis.“
„Morgen wirst du mich bei Philippi wieder sehen.“
Mit diesen Worten antwortet Cäsars Geist auf die Frage des Brutus, weshalb er gekommen sei:
„Um dir zu sagen, dass du zu Philippi
Mich sehn sollst.“
„To tell thee thou shalt see me at Philippi.“
Bei dem makedonischen Ort Philippi wird dann in der Schlacht bei Philippi die Ermordung Cäsars gerächt. Brutus sagt seinen Leuten, ihm sei Caesars Geist auf dem Schlachtfeld erschienen; er bittet einen seiner Leute, das Schwert zu halten, und stürzt sich hinein.
Heute wird die Redensart gelegentlich als scherzhafte Drohung verwendet.

## Beim ersten Mal, da tut’s noch weh.
Mit den Worten „Beim ersten Mal, da tut’s noch weh“ beginnt der Refrain eines Liedes aus dem Film Große Freiheit Nr. 7 von Helmut Käutner aus dem Jahr 1944:
Beim ersten Mal, da tuts noch weh,

da glaubt man noch,

daß man es nicht verwinden kann.

Doch mit der Zeit, so peu à peu,

gewöhnt man sich daran.
Es geht hierbei um die Lebenserfahrung, dass der erste Liebeskummer am schmerzhaftesten empfunden wird.

## Beim heiligen Bürokratius!
Dieser Ausruf geht zurück auf ein Zitat aus der Schulkomödie Flachsmann als Erzieher von Otto Ernst aus dem Jahr 1900. Der Lehrer Flemming sagt dort im Hinblick auf seinen unfähigen, engstirnigen Direktor, der sich auf bürokratischen Wegen ein Amt erschlichen hat:
Prell
„Ich habe soeben den Flachsmann zum Teufel gejagt. Er hatte gar keine Lehrberechtigung. Er hat sein Amt durch die Papiere seines Bruders erschwindelt.“
Flemming
„… Ist es möglich! Freilich: bei dem heiligen Bürokratius ist nichts unmöglich!“
Der heilige Bürokrazius – Eine heitere Legende ist ein Buch des österreichischen Schriftstellers Rudolf Greinz aus dem Jahr 1922. Dort heißt es unter der Überschrift Wie Pater Hilarius dazukam, die Legende vom heiligen Bürokrazius zu schreiben:

„Reifliches weiteres Nachdenken brachte den Pater Hilarius zu der Überzeugung, daß er in dem heiligen Bürokrazius tatsächlich den richtigen Schutzheiligen der menschlichen Dummheit gefunden hatte. Nicht nur den Schutzheiligen der menschlichen Dummheit, sondern auch denjenigen Heiligen, dessen Existenz sich überhaupt nur durch die menschliche Dummheit erklären ließ, der aus der menschlichen Dummheit gezeugt und geboren wurde.“

Der Heilige Bürokratius erfreut sich als Schutzpatron umständlicher Verfahrensweisen in der Bürokratie weiter Verehrung. Bürokratie (franz.-griech.: Schreibstubenherrschaft) ist die Bezeichnung für eine kurzsichtige und engherzige Beamtenwirtschaft, welche kein Verständnis für die Bedürfnisse der Bürger hat.

## Berlin, Berlin, wir fahren nach Berlin
„Berlin, Berlin, wir fahren nach Berlin“ ist ein Schlachtengesang deutscher Fußballfans bei DFB-Pokal-Spielen, der von den damaligen Fans des FC Bayer Uerdingen 05 Karsamstag 1985 nach dem DFB-Halbfinal-Sieg gegen den 1. FC Saarbrücken erfunden wurde und aussagen soll, dass die eigene Mannschaft den Einzug in das Pokalfinale erreichen wird bzw. erreicht hat, das seit 1985 jedes Jahr in Berlin ausgetragen wird. Der Vertrag zwischen dem DFB und dem Land Berlin zur Nutzung des Olympiastadions als Austragungsort des Pokalendspiels endet 2025 (Letzte Verlängerung des Vertrags: 3. Juli 2020).

## Berlin bleibt doch Berlin.

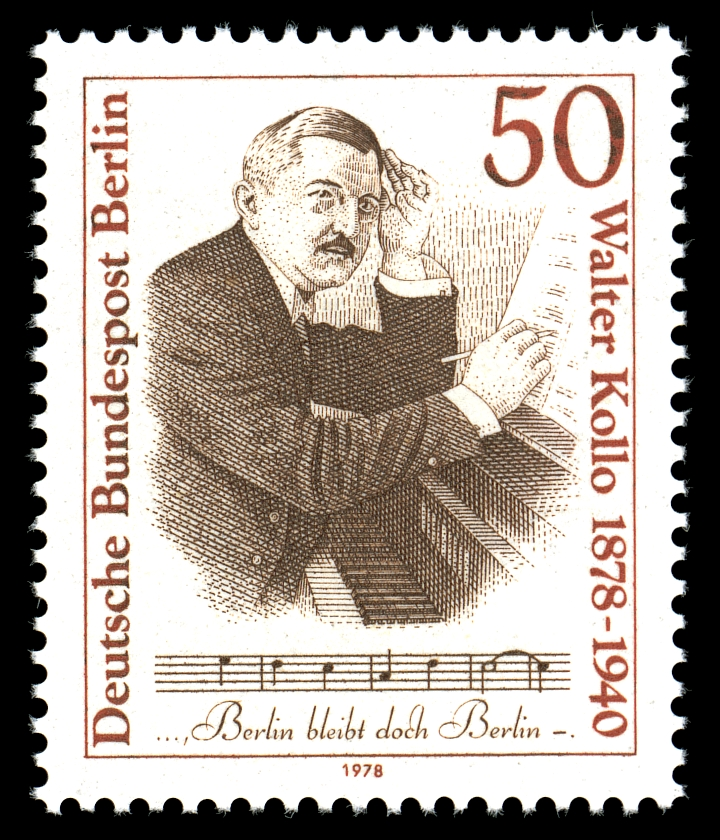
Gedenkbriefmarke für Walter Kollo mit den Noten des Lieds

Diese Redensart stammt aus dem auch als Lindenmarsch bekannten Lied „Solang noch Untern Linden (Was zieht durchs Brandenburger Tor)“ aus der Revue „Drunter und drüber“ von 1923 von Fritz Oliven (Rideamus), Herman Haller, Willi Wolff (Text) und Walter Kollo (Musik). Im Refrain heißt es: „Solang noch Untern Linden / die alten Bäume blühn / kann nichts uns überwinden: / Berlin bleibt doch Berlin.“
Der Text findet sich auch in dem Lied Heimweh nach dem Kurfürstendamm, das der gebürtige Berliner Günther Schwenn in München dichtete und das durch die Chansonsängerin Hildegard Knef bekannt wurde. Es beginnt mit den folgenden Versen:
Ich hab so Heimweh nach’m Kurfürstendamm,

hab so’ne Sehnsucht nach meinem Berlin!

Und seh ich auch in Frankfurt, München, Hamburg oder Wien

die Leute sich bemühn,

Berlin bleibt doch Berlin.
Ein weiteres Berliner Lied führt die Zeile als Titel und beginnt folgendermaßen:
Berlin bleibt doch Berlin

da kannste nischt dran ändern!

Für uns bleibt doch Berlin

die Stadt von allen Ländern.
Dieser Slogan ist auch der Titel einer von Bert Schlender herausgegebenen Sammlung romantischer Geschichte in Balladen und Gedichten. Gleichzeitig wird das Zitat auch im negativen Sinn gebraucht, so schreibt Peter Goedel 1987 in der Wochenzeitschrift Die Zeit:

„Kaum einer macht den Versuch eines Zukunftsentwurfs, gibt der Stadt wirklich eine Chance, sieht man vom gelegentlichen Schulterklopfen ab, das man ihr spendet wie einer Moribunden: ‚Das Leben geht weiter,‘ – ‚Berlin bleibt doch Berlin‘ …“

## Berliner Luft
Berliner Luft ist ein im Marschrhythmus geschriebenes Operetten-Lied, das Paul Lincke 1904 zu einem Text von Heinrich Bolten-Baeckers schrieb.

## Berliner Republik
Als der Publizist Johannes Gross den Begriff der Berliner Republik in die öffentliche Debatte einführte, war die Empörung zunächst groß. Berliner Republik wird in der Tradition der Begriffe Weimarer Republik und Bonner Republik die historische Periode nach der Vereinigung der DDR mit der Bundesrepublik Deutschland benannt. Am 20. Juni 1991 beschloss der Deutsche Bundestag den Kernbereich der Regierungsfunktionen von Bonn nach Berlin zu verlegen.
Der Begriff entstand wesentlich in der so genannten „Hauptstadtdebatte“ nach der Vereinigung der Bundesrepublik Deutschland mit der DDR im Jahre 1990. Die Hauptstadt der Bundesrepublik Deutschland, Bonn galt dabei als eine scheinbar nicht-nationale Hauptstadt, weil sie zuvor nur Hauptstadt der Westrepublik gewesen war.

## Bescheidenheit ist eine Zier.
In Franz Grillparzers Drama Die Ahnfrau aus dem Jahr 1816 steht:
„Den Jüngling ziert Bescheidenheit.“
Dies ist eine Umstellung der Worte gegen Ende des ersten Aufzugs:
„Ziert Bescheidenheit den Jüngling,
Nicht verkenn’ er seinen Wert.“
Daraus hat sich wohl die bekannte Travestie entwickelt:
„Bescheidenheit ist eine Zier,
Doch weiter kommt man ohne ihr.“

## Beschränkter Untertanenverstand
Als 1837 König Ernst August I. in Hannover die Verfassung aufhob, protestierten sieben Göttinger Professoren dagegen, darunter Wilhelm Eduard Albrecht aus Elbing in Preußen. Von dort schrieb ihm im Namen seiner Mitbürger John Prince-Smith eine Solidaritätserklärung, zu der auch der preußische Innenminister Gustav von Rochow Stellung nehmen sollte. Er tat dies durch seinen Mitarbeiter Ferdinand Conrad Seiffart. In der Missbilligung formulierte dieser, dass es sich für einen Unterthanen nicht zieme,

„die Handlungen des Staatsoberhauptes an den Maßstab seiner beschränkten Einsicht anzulegen“

Aus dieser Formulierung entstand das Schlagwort vom „beschränkten Untertanenverstand“, das der Schriftsteller Georg Herwegh 1842 in einem polemischen Brief aus Königsberg an den preußischen König Friedrich Wilhelm IV. verwendete und wofür er aus Preußen ausgewiesen wurde:

„Ich bitte nicht um Zurücknahme des Verbots, denn ich weiß, daß mein beschränkter Unterthanenverstand, mein Bewußtsein einer neuen Zeit, auf ewig widersprechen muß dem alternden Bewußtsein und dem Regiment der meisten deutschen Minister.“

## Bessere Hälfte
Die Bezeichnung der Ehefrau als „bessere Hälfte“ stammt aus dem Schäferroman The countess of Pembroke’s Arcadia (Das Arkadien der Gräfin von Pembroke) des englischen Dichters Philip Sidney.
John Milton griff diese Wendung in seinem Epos Paradise Lost (Das verlorene Paradies) wieder auf, indem er Adam seine Frau Eva als „dearer half“, als „teurere Hälfte“, bezeichnen lässt.
Möglicherweise klingt darin der Mythos vom Kugelmenschen in Platons Dialog Symposion an, wonach ursprünglich androgyne Wesen, die Androgynoi, von Zeus in zwei Hälften geteilt wurden, die seither wieder zusammenstreben.

## Bestgehasster Mann
Der Ausdruck geht wohl auf Reichskanzler Otto von Bismarck zurück, der am 16. Januar 1874 in einer Rede im preußischen Landtag ausrief, dass er stolz von sich behaupten könne, im Augenblicke wohl die am stärksten und „die am besten gehasste Persönlichkeit“ im Deutschen Reich zu sein.

## Bete und arbeite!

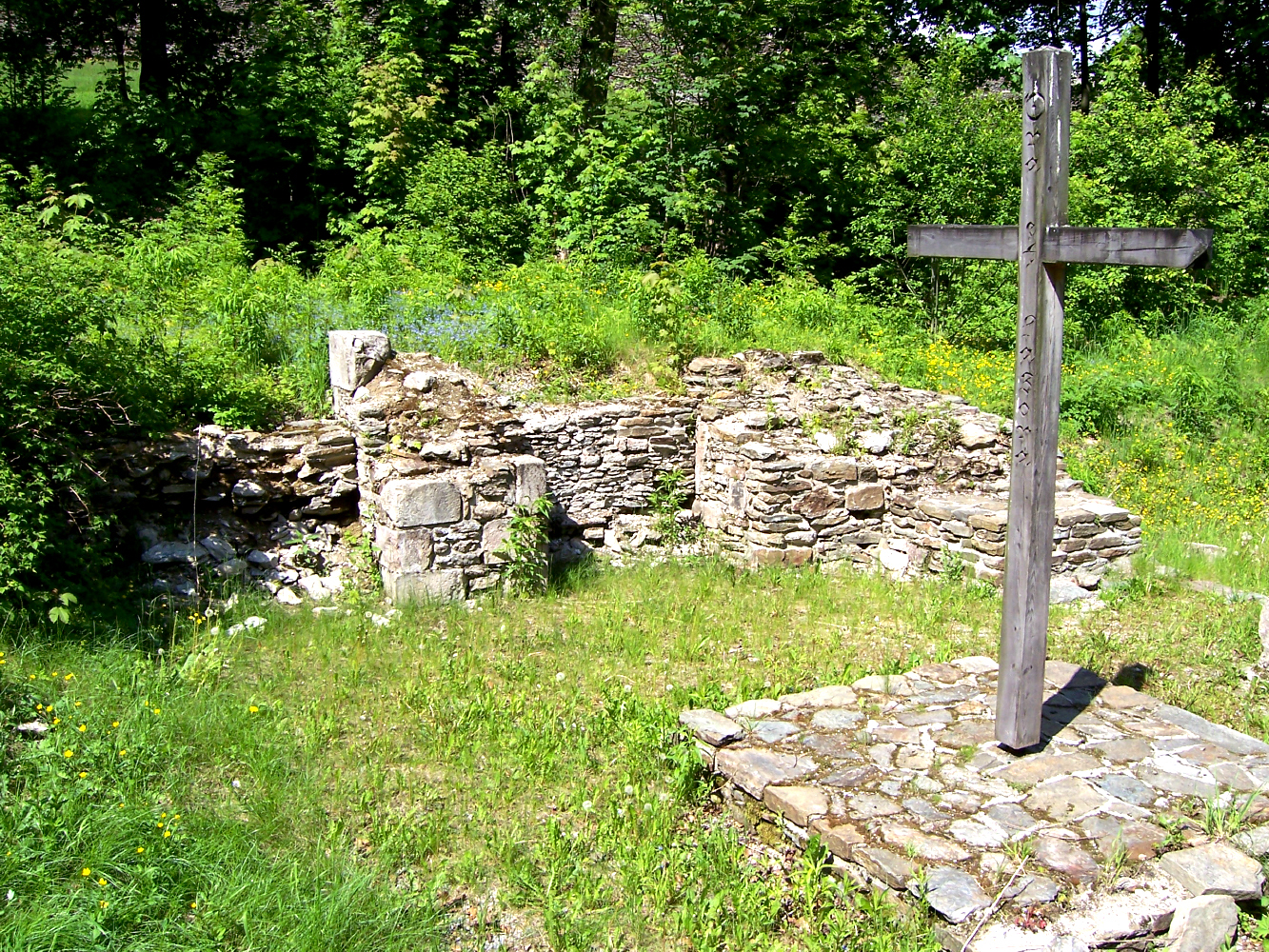
Holzkreuz am ehemaligen Kloster Grünhain mit dem Motto Ora et labora

Das Motto des Benediktiner-Ordens „Bete und arbeite“ (lateinisch: Ora et labora) stammt von Benedikt von Nursia. In voller Länge lautet es:

“Ora et labora, Deus adest sine mora.”

„Bete und arbeite, Gott hilft ohne Verzug“

Ora et Labora ist eine Ermahnung, dass das Leben aus Beten und Arbeiten bestehen soll.
Der rebellische Dichter Georg Herwegh wandelt das Motiv in seinem Bundeslied für den Allgemeinen deutschen Arbeiterverein folgendermaßen ab:
Bet’ und arbeit'! ruft die Welt,

Bete kurz! denn Zeit ist Geld.

An die Türe pocht die Not –

Bete kurz! denn Zeit ist Brot.

## Betrogener Betrüger
Die Bezeichnung „betrogener Betrüger“ geht auf die so genannte Ringparabel in Gotthold Ephraim Lessings Versdrama Nathan der Weise (III, 7) zurück.
In der Schlüsselszene dieses Stücks lässt Saladin Nathan zu sich rufen und legt ihm die Frage vor, welche der drei monotheistischen Religionen er für die wahre halte.
Nathan antwortet mit einem Gleichnis. Darin besitzt ein Mann einen Ring, der über die Eigenschaft verfügt, seinen Träger „vor Gott und den Menschen angenehm“ zu machen. Dieser Ring wurde über viele Generationen hinweg vom Vater an jenen Sohn vererbt, den der Vater am meisten liebte.
Doch nun will der Vater keinen seiner drei Söhne bevorzugen und lässt von einem Goldschmied zwei Duplikate des Ringes herstellen. Er gibt jedem Sohn einen Ring, wobei er jedem versichert, sein Ring sei der echte.
Nach dem Tod des Vaters ziehen die Söhne vor Gericht, um klären zu lassen, welcher Ring der echte sei. Der Richter aber sieht sich nicht in der Lage, dies zu ermitteln und erinnert die drei Männer daran, dass der echte Ring die Eigenschaft habe, den Träger beliebt zu machen; wenn aber dieser Effekt bei keinem der drei eingetreten sei, dann könne das wohl nur heißen, dass der echte Ring verloren gegangen sein müsse. So schlichtet er den Streit mit einer salomonischen Entscheidung:
Oh, so seid ihr alle drei

betrogene Betrüger!

eure Ringe

sind alle drei nicht echt.
Die Bezeichnung steht für jemanden, der andere hintergehen wollte, aber dann selbst getäuscht worden ist, oder aber für jemanden der dadurch, dass er selbst getäuscht wurde, mit seiner Überzeugung andere täuscht, ohne es zu wollen oder zu wissen.

## Biedermann und die Brandstifter

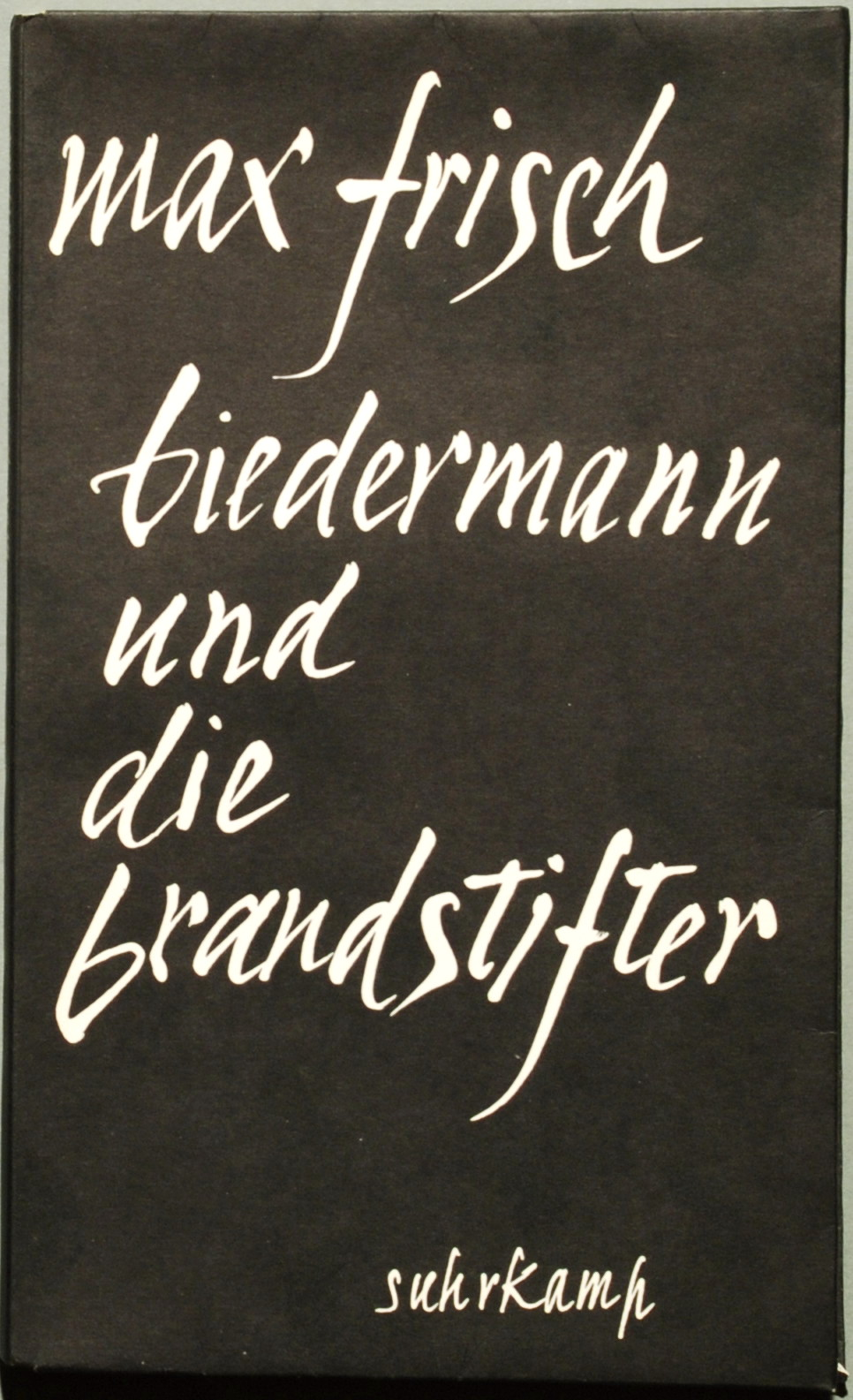
Biedermann und die Brandstifter, 1958

In dem Theaterstück Biedermann und die Brandstifter, das zuerst 1953 als Hörspiel im Bayerischen Rundfunk gesendet wurde, veranschaulicht Max Frisch typische Verhaltensweisen des Spießers, der dem Verbrechen keinen Widerstand entgegensetzt und Brandstifter ungehindert zu Werke gehen lässt.
Der Opportunist Gottlieb Biedermann beherbergt einen Hausierer auf seinem Dachboden und erkennt, dass dieser und sein Kumpan auf dem Dachboden Feuer legen werden. Doch der ängstliche Biedermann ist nicht fähig, den Pyromanen Einhalt zu gebieten. Das Feuer greift auf die Nachbarhäuser über und die gesamte Stadt brennt ab.
Biedermann kann als Beispiel für die Feigheit und/oder die mangelnde Weitsicht vieler Deutscher gegenüber dem Nationalsozialismus gesehen werden, was sich mit folgendem Zitat aus dem Stück bestätigen lässt:

„Scherz ist die drittbeste Tarnung. Die zweitbeste: Sentimentalität. Aber die beste und sicherste Tarnung ist immer noch die blanke und nackte Wahrheit. Die glaubt niemand.“

Im Duden Band 12 heißt es erläuternd zur Verwendung dieses Titels im übertragenen Sinn:

„Der Titel dieses Stücks wird dementsprechend dann zitiert, wenn Konformismus und übersteigertes Sicherheitsdenken angeprangert werden sollen, wenn das Sankt-Florian-Prinzip so weit getrieben wird, dass dem Brandstifter die Streichhölzer in die Hand gegeben werden, in der Hoffnung, er möge das Nachbarhaus anzünden.“

## Big Brother is watching you.

Big Brother Award

Dieser englische Satz ist der Spruch auf einem Propagandaplakat im Roman 1984 von George Orwell und ist wörtlich übersetzt:

„Der Große Bruder beobachtet dich.“

Der Große Bruder ist der angebliche Diktator eines Staates, der die Überwachung und Kontrolle seiner Bürger zur Perfektion getrieben hat. Er hat den Zweck, dass sich die Bürger immer und überall beobachtet fühlen. In der Tat werden sie von so genannten Teleschirmen lückenlos überwacht.
Nach diesem Vorbild wurde auch die Fernsehshow Big Brother geschaffen, in der eine Gruppe von Menschen komplett videoüberwacht und abgeschnitten von der Außenwelt lebt.
Der Spruch wird häufig im Zusammenhang mit Videoüberwachung oder verdachtsunabhängiger Überwachung verwendet. Der Große Bruder ist heute eine Metapher für eine allmächtige, alles überwachende Staatsgewalt. Seit 1998 wird in vielen Ländern der Big Brother Award an Behörden, Firmen, Organisation und Personen vergeben, die in besonderer Weise und nachhaltig die Privatsphäre von Menschen beeinträchtigen oder persönliche Daten Dritten zugänglich machen.

## Bilde, Künstler! Rede nicht!
Dies ist der erste Teil des Mottos, das Johann Wolfgang von Goethe der Abteilung Kunst seiner 1815 erschienenen Gedichtsammlung voranstellte:

„Bilde, Künstler! Rede nicht!
 Nur ein Hauch sei dein Gedicht.“

Die Worte sind als Aufforderung zu verstehen, den Stoff mit sparsamen Mitteln möglichst bildhaft zu gestalten. Der Germanist Wulf Segebrecht schreibt zu diesem Motto:

„Goethe scheint hier geradezu für das holde Ungefähr des Gedichts zu plädieren, für das nur Angedeutete, das mit viel Gefühl, aber wenig Kunst Hingehauchte, dem wir, zumal in Deutschland, eine lyrische Massenproduktion zu verdanken haben.“

Der Schriftsteller Robert Gernhardt wandelte Goethes Gedicht folgendermaßen ab:

„Bitte, Künstler, bilde nicht
 und verzicht auf dein Gedicht.
 Wort ist Wind, und gar kein Hauch
 tut es in der Regel auch.“

## Bildung ist Bürgerrecht.
Bildung ist Bürgerrecht ist der Titel eines Buchs des Soziologen Ralf Dahrendorf aus dem Jahr 1965 und ein Schlagwort aus der Debatte um Chancengleichheit.
Dahrendorf verwies auf die seinerzeit im Vergleich zu anderen europäischen Ländern in der Bundesrepublik Deutschland extrem niedrige Abiturienten- und Studentenzahlen. Er sah dies als Bedrohung für die bundesdeutsche Demokratie und lieferte damit wesentliche Argumente für die Bildungsexpansion.
Die Wochenzeitschrift Die Zeit schrieb am 11. Februar 1966:

„Ralf Dahrendorfs Buch ‚Bildung ist Bürgerrecht‘. Ende letzten Jahres im Nannen-Verlag nach einer ZEIT-Serie erschienen, hat viel Zustimmung und viel Widerspruch gefunden und damit, das war vom Autor beabsichtigt, die Diskussion einer Frage in Gang gehalten, die für unser Jahrhundert – wie in einer Erklärung der ersten Regierung Erhard zu lesen stand – so wichtig ist wie für das neunzehnte Jahrhundert die soziale Frage.“

## Bildung ist das, was übrigbleibt, wenn man alles, was man gelernt hat, vergessen hat.
Dieser Satz wird fälschlich Albert Einstein zugeschrieben. Belegt ist er für Werner Heisenberg, der ihn wie folgt in seiner Rede zur 100-Jahr-Feier des Maximiliansgymnasiums in München am 13. Juli 1949 vortrug:

„Bildung ist das, was übrigbleibt, wenn man alles vergessen hat, was man gelernt hat.“

## Bildung macht frei.

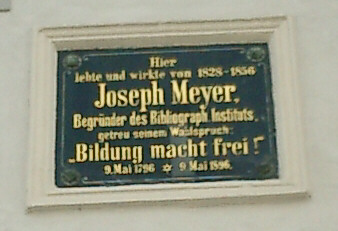
Gedenktafel am Bibliographischen Institut in Hildburghausen mit dem Motto „Bildung macht frei.“

Wahlspruch des Buchhändlers Joseph Meyer, des Gründers des Bibliographischen Instituts, das durch die Herausgabe preiswerter Klassikerausgaben und durch neue Werbe- und Vertriebsmethoden neue Käufer- und Leserschichten erschloss.
Das Motto fand durch die sogenannte Groschenbibliothek der deutschen Klassiker weite Verbreitung und blieb für viele Jahrzehnte der Wahlspruch des Bibliographischen Instituts.
Es wurde zum Schlagwort für die Anhänger einer liberalen Schulpolitik. Im Schlusswort des Herausgebers seines 52-bändigen Großen Conversations-Lexikons formulierte Joseph Meyer 1855 diesen Gedanken noch einmal:

„Die Intelligenz aller ist der stärkste Hort der Humanität und Freiheit.“

## Bin weder Fräulein, weder schön, kann ungeleitet nach Hause gehen.
Im ersten Teil von Goethes Faust weist Gretchen mit diesen Worten – bescheiden und ein wenig schnippisch zugleich – Faust ab, der sie schmeichelnd zuvor gefragt hatte:

„Mein schönes Fräulein, darf ich wagen,
 Meinen Arm und Geleit Ihr anzutragen?“

Das Wort Fräulein wird von Goethe noch im alten Sinne von junge Frau aus dem Adel gebraucht. Später gilt die Anrede auch für gutbürgerliche Mädchen. In der Weimarer Republik stellt der preußische Innenminister Wolfgang Heine in einer Verfügung vom 13. Juni 1919 klar:

„Es kann … keiner ledigen Frau verwehrt werden, sich Frau zu nennen.“

Doch noch Jahrzehnte ist eine unverheiratete Frau im Alltag selbstverständlich ein Fräulein. Mit einer Verordnung der Nationalsozialisten wird diese Anrede ab 1937 auch wieder amtlich.

## Bis aufs Blut
Dieser Ausdruck findet sich bereits im Neuen Testament, wo es im Hebräerbrief des Apostels Paulus heißt:

„3 Gedenkt an den, der so viel Widerspruch gegen sich von den Sündern erduldet hat, damit ihr nicht matt werdet und den Mut nicht sinken lasst.
4 Ihr habt noch nicht bis aufs Blut widerstanden im Kampf gegen die Sünde 5 und habt bereits den Trost vergessen, der zu euch redet wie zu seinen Kindern.“

Heute wird der Ausdruck meist mit Qual ohne Mitleid verbunden:
- „Liebe bis aufs Blut.“ (Geschichten über die Eifersucht)
- Hexen bis aufs Blut gequält (Horrorfilm)

Ein Lied der deutschen Metal-Sängerin Doro Pesch mit dem Titel Bis aufs Blut hat die folgenden Anfangsverse:

„Bis aufs Blut
Kein Weg zu weit
Um der Freiheit nah zu sein“

## Bis aufs Messer

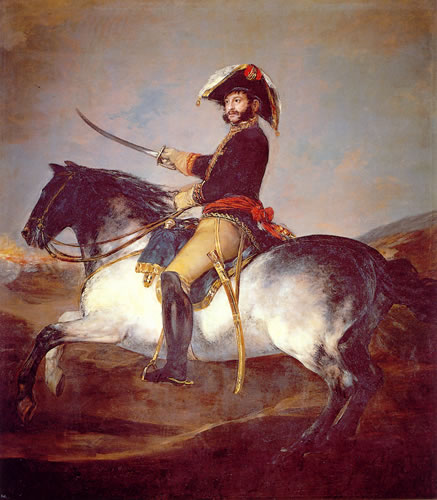
Francisco de Goya: José de Palafox y Melci mit seinem Messer

Als die napoleonischen Truppen Spanien besetzten, kam es 1808/1809 zur Belagerung von Saragossa. Die Aufforderung zur Kapitulation der Stadt soll der spanische General José de Palafox y Melci mit den Worten „Krieg bis aufs Messer“ (also unter Einsatz auch der primitivsten Waffen) abgelehnt haben. Die Stadt Saragossa besaß wenige und veraltete Verteidigungsanlagen. Es kam zu zähen Straßenkämpfen. Nach 61-tägiger Belagerung hoben die Franzosen die Belagerung auf und zogen ab. Als Napoleon Bonaparte persönlich nach Spanien kam, musste sich Palafox nach Saragossa zurückziehen. Dort kam es zur zweiten Belagerung Saragossas, die nach drei Monaten mit der Kapitulation der Stadt endete.
Bis aufs Messer ist der deutsche Titel des Spielfilms The Skin Game von Alfred Hitchcock aus dem Jahr 1931. Der Film erzählt vom Konflikt zwischen einer alteingesessenen Adelsfamilie und einer neureichen Industriellenfamilie um ein Stück Land, auf dem eine Fabrik entstehen soll.
Das Zitat wird vor allem dann gebraucht, wenn eine erbarmungslose Auseinandersetzung charakterisiert werden soll:
- „Wahltag in den USA: Kampf bis aufs Messer“
- „Dallas: Kampf bis aufs Messer“
- „Bis aufs Messer oder Die hohe Schule der Politik“

## Bis hierher und nicht weiter!
Diese Redewendung geht auf das alttestamentliche Buch Ijob zurück. Dort bringt Gott den klagenden Hiob mit einer wortreichen Darstellung seiner Allmacht als Schöpfer der Welt zum Schweigen:

„Wer verschloss das Meer mit Toren […] als ich ihm ausbrach meine Grenze, ihm Tor und Riegel setzte und sprach: Bis hierher darfst du und nicht weiter, hier muss sich legen deiner Wogen Stolz?“

Er bezieht sich damit auf die von ihm vorgenommene Scheidung von Land und Meer in der Schöpfungsgeschichte (1. Mose 1,9 ).
Zusammengezogen auf „bis hieher und nicht weiter!“ findet sich dies bereits in Schillers Drama Die Räuber.

## Bis in die Puppen

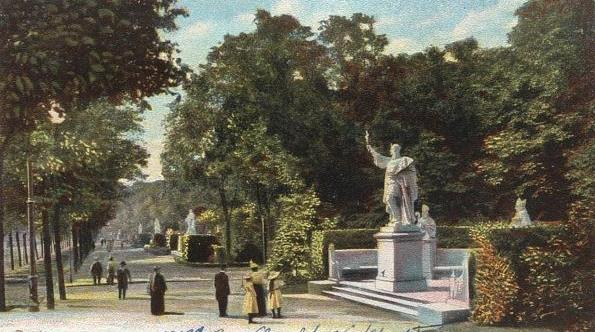
Puppenallee im Jahr 1902

Die von Teilen der Berliner Bevölkerung scherzhaft bis geringschätzig als Puppenallee bezeichnete Siegesallee war ein von Kaiser Wilhelm II. 1895 in Auftrag gegebener Prachtboulevard im Tiergarten in Berlin mit 32 Denkmälern und 64 Büsten aus der Geschichte Brandenburgs und Berlins. Die 750 Meter lange Allee verlief vom früheren Königsplatz (heute Platz der Republik) als Sichtachse zur Siegessäule bis zum Kemperplatz.
Friedrich der Große hatte Mitte des 18. Jahrhunderts am Großen Stern im Berliner Tiergarten von Georg Wenzeslaus von Knobelsdorff mythologische Standbilder aufstellen lassen, die im Berliner Volksmund „die Puppen“ genannt wurden. Der Weg „bis in die Puppen“ erschien den Berlinern ziemlich lang, und deshalb wurde der Ausdruck bald auch für große zeitliche Entfernungen benutzt. So ist heute die Ausdrucksweise „bis in die Puppen aufbleiben“ über Berlin hinaus bekannt.

## Black is beautiful.

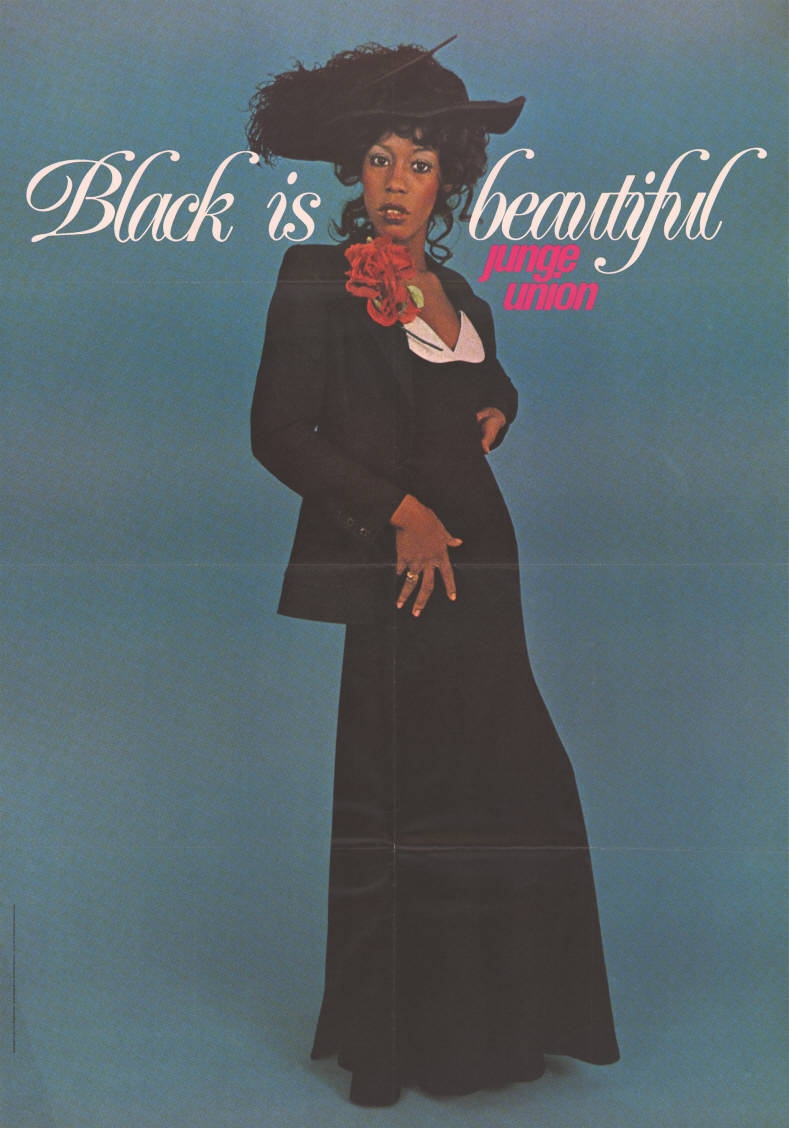
Plakat der Jungen Union zur Landtagswahl in Niedersachsen 1974

Dieses englische Schlagwort („Schwarz ist schön.“) ist aus der US-amerikanischen Black-Power-Bewegung der 1960er Jahre hervorgegangen und ist Ausdruck des gewachsenen Selbstbewusstseins der Menschen schwarzer Hautfarbe.
Black is beautiful wurde in den 1970er Jahren von der CDU in der Wahlwerbung verwendet und bezog sich auf die umgangssprachliche Bezeichnung der CDU/CSU-Politiker als „die Schwarzen“.

## Black Power
Black Power ist ein Slogan einer Bürgerrechtsbewegung der Afroamerikaner in den USA. Martin Luther King zufolge fordert der Begriff politische und wirtschaftliche Unabhängigkeit der Schwarzen. Der Begriff bedeutet in etwa „schwarze Macht“ und geht zurück auf den 1954 erschienenen Roman des amerikanischen Schriftstellers Richard Wright.

## Blaue Blume

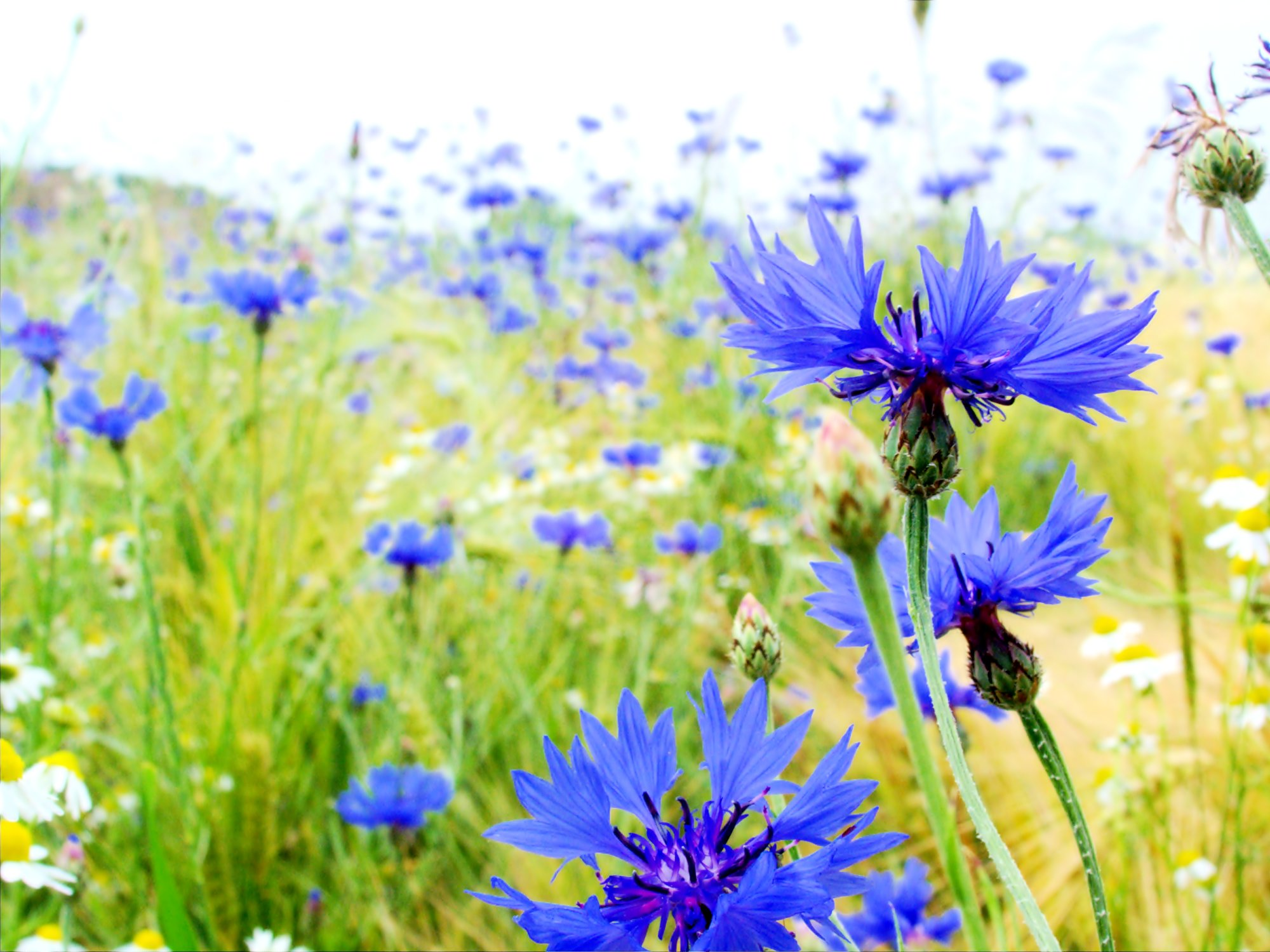
Die Kornblume könnte Vorbild für das Symbol gewesen sein.

Die sogenannte Blaue Blume findet sich schon vor der Zeit der Romantik. Sie gehört in die Volkssage, in der von einer blauen Wunderblume berichtet wird, die einer zufällig findet und die den Zugang zu verborgenen Schätzen eröffnet.
Durch ein Bild seines Freundes Friedrich Schwedenstein inspiriert, verwendete Novalis dieses Symbol als erster in seinem Fragment gebliebenen romantischen Roman Heinrich von Ofterdingen. Er beginnt damit, dass der junge Heinrich vor dem Einschlafen über die Begegnung mit einem geheimnisvollen Fremden nachsinnt:

„Der Jüngling lag unruhig auf seinem Lager, und gedachte des Fremden und seiner Erzählungen. Nicht die Schätze sind es, die ein so unaussprechliches Verlangen in mir geweckt haben, sagte er zu sich selbst; fern ab liegt mir alle Habsucht: aber die blaue Blume sehn’ ich mich zu erblicken.“

Joseph Freiherr von Eichendorff schrieb ein Gedicht über Die blaue Blume. Adelbert von Chamisso meinte, im Harz die „blaue Blume der Romantik“ gefunden zu haben, Heinrich Zschokke benutzte sie als Sehnsuchts- und Liebessymbol in der Novelle Der Freihof von Aarau.
Der Dichter Heinrich Heine bezieht sich auf Novalis in seiner Schrift Geständnisse:

„Die blaue Blume als das Symbol der romantischen Sehnsucht hat Novalis in seinem Roman Heinrich von Ofterdingen erfunden und gefeiert.“

Über den Wandervogel fand die Blaue Blume Eingang in das Fahrten-Liedgut:

„Wenn hell die goldne Sonne lacht

muss in die Welt ich ziehn;

denn irgendwo muss voller Pracht

die Blaue Blume blühn.“

Zitat aus dem Lied Wir wollen zu Land ausfahren, Text von Hjalmar Kutzleb:

„Es blühet im Walde tief drinnen die blaue Blume fein,

die Blume zu gewinnen, ziehn wir in die Welt hinein.

Es rauschen die Bäume, es murmelt der Fluß,

und wer die blaue Blume finden will, der muß ein Wandervogel sein.“

## Bleibe im Lande und nähre dich redlich.
Diese Aufforderung stammt aus Psalm 37. Dort heißt es über das scheinbare Glück der Gottlosen:
„1 Ein Psalm Davids. Erzürne dich nicht über die Bösen; sei nicht neidisch auf die Übeltäter. 2 Denn wie das Gras werden sie bald abgehauen, und wie das grüne Kraut werden sie verwelken. 3 Hoffe auf den HERRN und tue Gutes; bleibe im Lande und nähre dich redlich.“
Die Stuttgarter Zeitung schreibt in ihrer online-Ausgabe zu diesem Spruch:

„Klingt der Spruch nicht wie das muffeligste Biedermeier? Da ist er, der erhobene Zeigefinger der Großmutter, die vor frechen Abenteuern warnt: Du, du, du – schön brav sein!“

Doch nach diesen einleitenden Worten kommt der Autor zu der Erkenntnis, dass in dem Spruch ein Aufruf zu Selbstdisziplin und Gewaltlosigkeit steckt, wie er auch der Bergpredigt würdig wäre. Er warnt davor, den Kampf gegen das Böse auf eigene Faust aufzunehmen, verlangt aber auch kein Davonlaufen.

„Einer der Schlussverse fasst die zähe Hoffnung auf Veränderung zusammen: ‚Ich sah einen Gottlosen, der pochte auf Gewalt und machte sich breit und grünte wie eine Zeder. Dann kam ich wieder vorbei; siehe, da war er dahin.‘“

## Blick zurück im Zorn
Im Jahr 1956 erschien das Schauspiel Look Back in Anger des Engländers John Osborne. Nach der Uraufführung entstand das Schlagwort der „zornigen jungen Männer“, mit dem während der 1950er Jahre in England gesellschaftskritische Autoren bezeichnet wurden.
Das erfolgreiche Stück wurde drei Jahre später mit Richard Burton verfilmt.

## Blonde Bestie

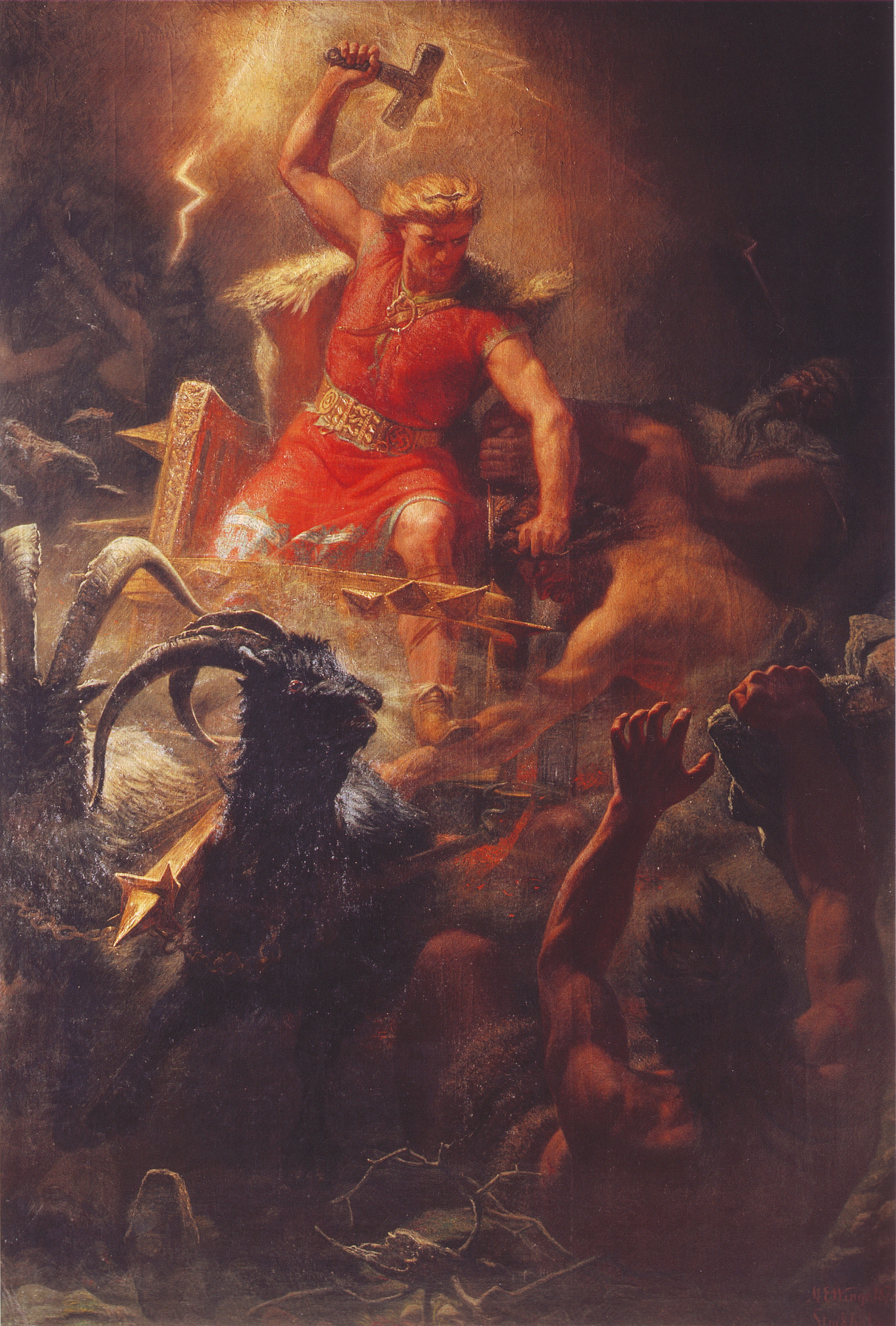
Thor als blonde Bestie

In seiner Streitschrift Zur Genealogie der Moral erklärt der Philosoph Friedrich Nietzsche, dass es gerade die Angehörigen der „vornehmen Rassen“ sind, „welche durch gegenseitige Bewachung, durch Eifersucht inter pares in Schranken gehalten sind“, und dass ebendiese das Bedürfnis haben, von Zeit zu Zeit die Enge der Zivilisation zu verlassen. So wird der Vertreter der Herrenmoral eine „nach Beute und Sieg lüstern schweifende blonde Bestie“:

„Auf dem Grunde aller dieser vornehmen Rassen ist das Raubtier, die prachtvolle nach Beute und Sieg lüstern schweifende blonde Bestie nicht zu verkennen; es bedarf für diesen verborgenen Grund von Zeit zu Zeit der Entladung, das Tier muß wieder heraus, muß wieder in die Wildnis zurück: – römischer, arabischer, germanischer, japanischer Adel, homerische Helden, skandinavische Wikinger – in diesem Bedürfnis sind sie sich alle gleich.“

Diesen zoologischen Terminus erläutert Nietzsche wenn er über die Zähmung der „Bestie Mensch“ spricht:

„Im frühen Mittelalter, wo in der Tat die Kirche vor allem eine Menagerie war, machte man allerwärts auf die schönsten Exemplare der ‚blonden Bestie‘ Jagd – man ‚verbesserte‘ zum Beispiel die vornehmen Germanen. Aber wie sah hinterdrein ein solcher ‚verbesserter‘, ins Kloster verführter Germane aus? Wie eine Karikatur des Menschen, wie eine Mißgeburt: er war zum ‚Sünder‘ geworden, er stak im Käfig.“

## Blondinen bevorzugt.
Blondinen bevorzugt ist der deutsche Verleihtitel der US-amerikanischen Filmkomödie Gentlemen Prefer Blondes aus dem Jahr 1953. Hauptpersonen sind darin zwei Tingeltangelsängerinnen, von denen die eine Vorliebe für Diamanten und die andere ein Faible für Männer hat.

## Blühende Landschaften

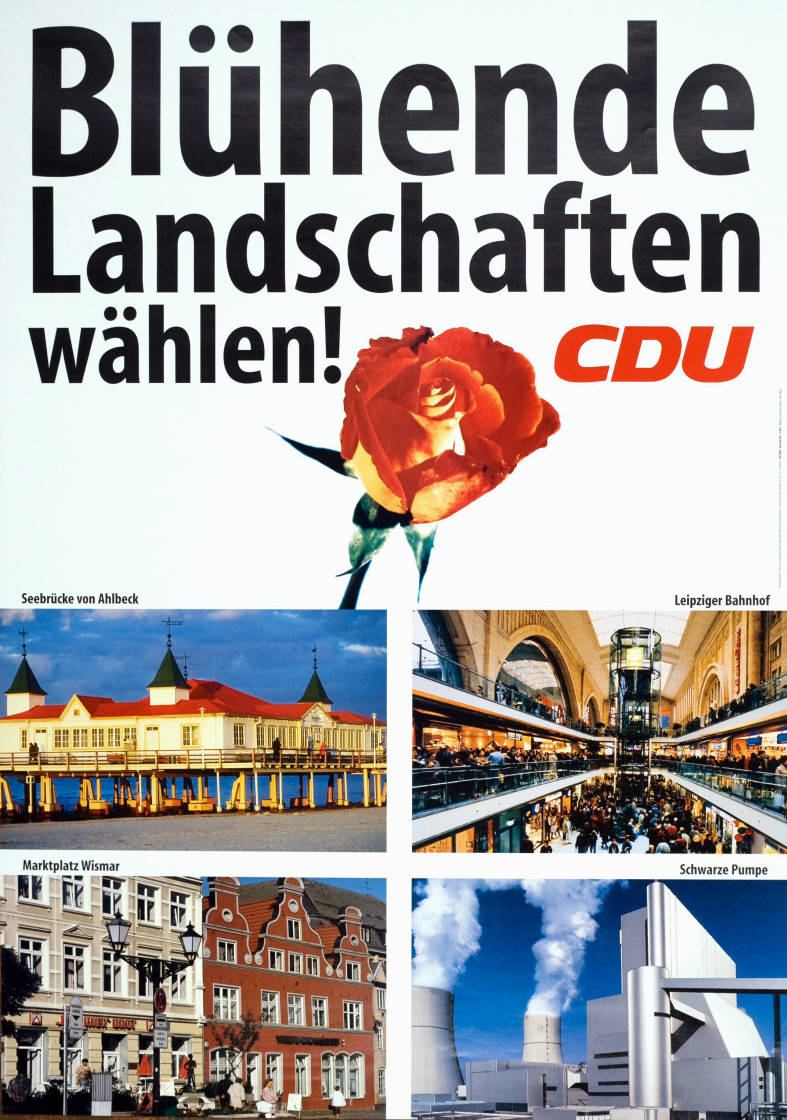
Wahlplakat der CDU 1998

Der Begriff Blühende Landschaften war die Vision des deutschen Bundeskanzlers Helmut Kohl als ökonomische Zukunftsperspektive für die neuen Bundesländer.
Helmut Kohl verwendete den Begriff u. a. in seiner Fernsehansprache zur Einführung der Währungs-, Wirtschafts- und Sozialunion zwischen der DDR und der Bundesrepublik Deutschland am 1. Juli 1990.
Nachdem die Natur sich stillgelegte Industrielandschaften und Rangierbahnhöfe zurückerobert hat, wird der Begriff immer häufiger in anderem Sinn verstanden, nämlich als Sinnbild für die Deindustrialisierung Ostdeutschlands.

## Blut ist dicker als Wasser.
Diese alte Volksweisheit popularisierte Kaiser Wilhelm II., indem er sie mehrfach gegenüber Briten und US-Amerikanern verwendete. Er wollte damit die Blutsverwandtschaft mit den Deutschen bekräftigen, die stärker sei als das trennende Meer.
Der älteste Beleg für diesen bildhaften Spruch findet sich im Tierepos Reinhart Fuchs des Heinrich der Glichezaere aus dem 12. Jahrhundert. Dort heißt es, dass Verwandtschaftsblut nicht durch Wasser verdünnt wird. Es wurde so verstanden, dass einem Blutsverwandte näher stehen als die Paten, die einem durch das Wasser der Taufe verbunden sind.

## Blut ist ein ganz besondrerSaft.
In Goethes Drama Faust I hat Faust mit Mephisto einen Pakt geschlossen, den dieser besiegelt haben möchte. Faust soll den Vertrag mit Blut unterzeichnen. In diesem Zusammenhang vermerkt Mephisto:
„Blut ist ein ganz besondrer Saft.“
Die Unterschrift mit Blut gehört zu einem Bündnis mit dem Teufel, denn in der Mythologie galt Blut als der Sitz der Seele.

## Blut, Schweiß und Tränen
In seiner ersten Rede als Premierminister versprach Winston Churchill seinen Landsleuten „nichts als Blut, Tränen, Mühsal und Schweiß“ („nothing but blood, tears, toil and sweat“) und stellte fest, dass der „Krieg gegen eine monströse Tyrannei, wie sie nie übertroffen worden ist, im finsteren Katalog der Verbrechen der Menschheit“ nur mit einem „Sieg um jeden Preis“ beendet werden dürfe.
Die Blut-Schweiß-und-Tränen-Rede (auch kurz „Blut, Schweiß und Tränen“; englisch „blood, sweat and tears“) war die erste Rede, die Churchill als neuer Premierminister am 13. Mai 1940 vor dem britischen Unterhaus hielt. Der Rede vorausgegangen war eine Abstimmung im Unterhaus, in der Churchill sich von den Abgeordneten des Parlaments das Vertrauen in die Politik seiner in den vorausgegangenen Tagen gebildeten Allparteien-Koalitionsregierung aussprechen ließ, die an die Stelle der ausschließlich aus konservativen Politikern bestehenden Vorgängerregierung von Arthur Neville Chamberlain getreten war.

## Blut und Boden
Blut und Boden war einer der Schlüsselbegriffe der nationalsozialistischen Ideologie, findet sich jedoch schon vor der Zeit des Dritten Reichs. Nachweisbar als Begriffspaar ist Blut und Boden bereits in dem 1922 erschienenen Werk Der Untergang des Abendlandes von Oswald Spengler, in dem vom „Kampf zwischen Blut und Boden um die innere Form einer verpflanzten Tier- und Menschenart“ gesprochen wird. Das Bild wurde dann von August Winnig übernommen, dessen Schrift Befreiung aus dem Jahr 1926 wie auch sein Buch Das Reich als Republik (1928) jeweils mit dem Satz: „Blut und Boden sind das Schicksal der Völker (Menschen)“ beginnen.
Erst durch Richard Walther Darré, Mitglied der Artamanen, der seiner 1930 erschienenen Schrift den Titel Neuadel aus Blut und Boden gab, wurde die prägnante Formel zu einem Zentralbegriff der NS-Ideologie, der eine spezifische Abhängigkeit zwischen rasse-, wirtschafts- und agrarpolitischen Vorstellungen zu beweisen versucht.

## Blut und Eisen
Der Begriff Blut und Eisen geht zurück auf eine Rede, die der damalige preußische Ministerpräsident Otto von Bismarck am 30. September 1862 vor der Budgetkommission des preußischen Abgeordnetenhauses hielt. Um seine Vorstellungen einer Heeresreform gegen das Budgetrecht des Abgeordnetenhauses durchzusetzen, sprach er dabei unter anderem den Satz:

„Nicht durch Reden oder Majoritätsbeschlüsse werden die großen Fragen der Zeit entschieden, sondern durch Eisen und Blut.“

Nach dieser Maxime handelte Bismarck, indem er den Deutsch-Französischen Krieg von 1870 bis 1871 vorbereitete und die Deutsche Reichsgründung von 1871 maßgeblich ermöglichte.

## Böhmische Dörfer
„Das sind böhmische Dörfer für mich“, ist eine Redensart für: „Das ist mir ganz und gar unbekannt“, oder: „Das verstehe ich nicht.“
Unter dem Eindruck der fremdartigen slawischen Dorfbezeichnungen wird schon im 16. Jahrhundert der Ausdruck „Böhmische Dörfer“ benutzt, um etwas völlig Fremdes anzudeuten. So heißt es 1595 bei Georg Rollenhagen:

„Ich sagt jhm das bey meinen ehren / Mir das Behmische Doerffer weren.“

Karl Gutzkow gibt 1845 folgende Charakteristik:

„Bei dem Einen sieht ein böhmisches Dorf so aus wie das, wovon gerade die Rede ist, beim Andern wie ein Satz aus der Naturgeschichte, beim Dritten wie der Pythagoräische Lehrsatz, beim Vierten wie die Theorie der Gleichungen vom vierten Grade, beim Fünften, einem Minister, wie sein Portefeuille, beim Sechsten wie etwas, was man schon wieder vergessen hat oder, bei musikalischen Referenten, wie Etwas, wovon man nichts versteht.“

In Böhmen selbst sprechen die Tschechen bei der gleichen Gelegenheit vom „spanischen Dorf“ – war doch seinerzeit Spanien ein zwar habsburgisches, doch sehr weit entlegenes Königreich.

## Bombardiert die Hauptquartiere!
Der chinesische Revolutionsführer Mao Zedong brandmarkte im Jahr 1965 die chinesische Kultur als bourgeois und reaktionär. Aus dieser Kulturkritik entwickelte er dann den Gedanken einer permanenten Revolution gegen die so genannten reaktionären und konterrevolutionären Elemente in Staat, Gesellschaft und im Parteiapparat der Kommunistischen Partei Chinas. So fordert er jungen Chinesen dazu auf das Hauptquartier / die Hauptquartiere zu bombardieren:

“炮打司令部.”

„Baoda silingbu.“

Jutta Lietsch schreibt zum 40. Jahrestag dieses Aufrufs:

„Was die jungen Roten Garden nicht ahnten: Sie wurden vom Großen Vorsitzenden Mao skrupellos benutzt. Dessen Stellung in der KP war nach bitteren Hungerjahren und innerparteilichen Säuberungen bedroht. Um sich zu retten, hetzte der Staatsgründer die Bevölkerung am 25. Mai 1966 auf: ‚Bombardiert die Hauptquartiere!‘ Damit waren andere Autoritäten und die Parteizentrale gemeint.“

Weiter schreibt Lietsch:

„Bald bildeten sich in Schulen, Fabriken und Behörden Gruppen Roter Garden. Jede behauptete von sich, revolutionärer als alle anderen zu sein. Sie schlugen aufeinander ein, an einigen Orten mit Waffen, die sie aus Armeelagern geraubt hatten.“

## Bona nox
Diese lateinischen Worte bedeuten Gute Nacht und sind der Anfang eines Kanons von Wolfgang Amadeus Mozart, von dem es zwei Versionen gibt. Die jugendfreie Version beginnt folgendermaßen:
„Bona nox!
Bist a rechter Ochs,
Bona notte,
Liebe Lotte,
Bonne nuit,
Pfui, pfui,
Good night, good night,
Heut’ müß’ ma no weit,
Gute Nacht, gute Nacht,
's wird höchste Zeit,
Gute Nacht,
Schlaf' fei' g'sund und
 Bleib’ recht kugelrund!“

## Bonjour Tristesse.
Wird zitiert, wenn etwas besonders Trostloses beschrieben werden soll:
- „Bonjour tristesse. Antworten aus der Provinz“
- „Bonjour tristesse: Frankreich kämpft um seine Urlauber.“
- „Kosovo: Bonjour tristesse“

## Böse Sieben
Als böse Sieben bezeichnet man eine zanksüchtige Frau. Der Ausdruck findet sich in dieser Bedeutung zuerst in der lateinischen Ethographia mundi (Sittenbeschreibung der Welt) des Schriftstellers Johann Sommer. In diesem Werk heißt es:

„Ist denn deine Frau so eine böse Siebene …?“

Vermutlich geht der Ausdruck auf eine Spielkarte in dem Kartenspiel Karnöffel zurück. In diesem Spiel gab es eine Karte mit der Zahl Sieben, die alle anderen stechen, ihrerseits aber von keiner anderen Karte gestochen werden konnte. Diese Spielkarte nannte man „Teufel“ oder eben „böse Sieben“. Dass diese Karte mit zänkischen Frauen in Verbindung gebracht wurde, erklärt sich dadurch, dass darauf eine Frau abgebildet war, die mit ihrem Mann streitet.
Oder aber der Ausdruck kommt von der Ausdrucksweise her, eine Frau sei von der sechsten in die siebte Bitte übergegangen. Dies bezieht sich auf das Vaterunser mit den Bitten „und führe uns nicht in Versuchung“ und „sondern erlöse uns von dem Bösen“.

## Bretter, die die Welt bedeuten
Diese Formulierung stammt aus Friedrich Schillers Gedicht An die Freunde:
„Sehn wir doch das Große aller Zeiten
Auf den Brettern, die die Welt bedeuten,
Sinnvoll still an uns vorübergehn.
Alles wiederholt sich nur im Leben,
Ewig jung ist nur die Phantasie;
Was sich nie und nirgends hat begeben,
Das allein veraltet nie!“
Mit diesen Brettern ist die Bühne im Theater gemeint, die früher ausschließlich aus Holz bestand und auf der laut Schiller alles wirkliche und erdachte Weltgeschehen zur Darstellung kommen kann. In ironischer Übertragung wird die Phrase auch auf Ski-Bretter bezogen, zum Beispiel im Untertitel des Films  Ski Heil – Die zwei Bretter, die die Welt bedeuten (2009) von Richard Rossmann.

## Brot und Spiele

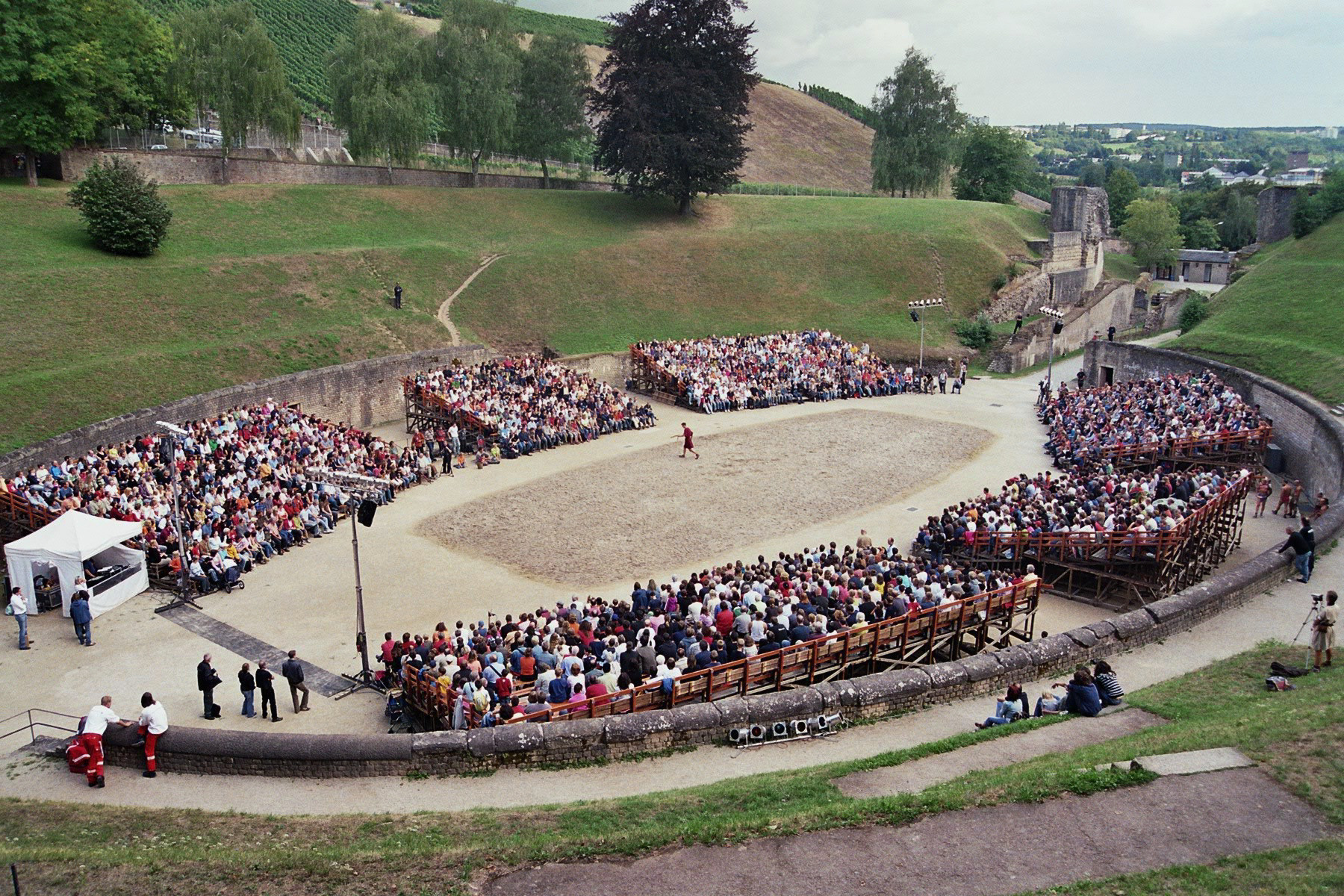
Amphitheater Trier: Brot & Spiele

Es heißt, das römische Volk verlangte in der Kaiserzeit nur immer wieder Brot und Zirkusspiele („Panem et circenses“) ohne sich um das Gemeinwohl zu kümmern.
Ähnliches wurde schon früher von der Bevölkerung Alexandriens gesagt. Auf Rom wendet den Ausspruch zuerst Kaiser Trajan an, der sagte:

“populum Romanum duabus praecipue rebus, annona et spectaculis, teneri”

„Das römische Volk kann in der Hauptsache nur durch zwei Dinge in Zaum gehalten werden: daß man ihm genügend zu essen gibt und ihm spektakuläre Schauspiele bietet.“

Der Ausdruck bezeichnet auch heute noch Versuche einer Regierung, das Volk von Problemen abzulenken, indem man mit Wahlgeschenken oder eindrucksvoll inszenierten Großereignissen die allgemeine Stimmung zu heben versucht. Der Begriff geht letztlich wohl auf ein griechisches Zitat zurück, das der Redner Dion Chrysostomos ursprünglich auf Verhältnisse der ägyptischen Metropole Alexandria gemünzt hatte:
„Aber was soll einer zu der großen Masse der Alexandriner sagen, denen man einzig und allein viel Brot vorwerfen muss.“
In der Kurzform heißt dies:
„πολὺν ἄρτον καὶ θέαν ἵππων“
polyn arton kai thean hippōn
„viel Brot und Pferderennen“
Unter dem Namen Brot & Spiele finden seit 2002 in Trier jährlich im August Deutschlands größte Römerspiele statt.
Brot und Spiele ist ein 1959 erschienener Roman von Siegfried Lenz.

## Bruder Straubinger
Synonym des fleißigen Handwerksburschen, der fröhlich von einer Stadt zur nächsten wandert, um seine Handwerkskunst unter Beweis zu stellen. Später wurde die Figur oft mit Landstreichern in Verbindung gebracht.

## Brüder, zur Sonne, zur Freiheit
Brüder, zur Sonne, zur Freiheit ist der Titel der deutschen Nachdichtung des russischen Arbeiterliedes Смело, товарищи, в ногу!

## Brustton tiefster Überzeugung
Dieser Ausdruck geht auf den Historiker Heinrich von Treitschke zurück, der ihn in dem Aufsatz Fichte und die nationale Idee zuerst verwendete.
Der Brustton ist der mit der Bruststimme hervorgebrachte Ton, bei dem der Brustkorb als Resonanzkörper dient und sehr voll klingen kann. Der Ausdruck wird verwendet, wenn jemand etwas mit äußerster Überzeugung sagt:
- „Im Brustton tiefster Überzeugung tritt Diego Maradona sein Amt als argentinischer Fußball-Nationaltrainer an.“
- „Die im Brustton tiefster Überzeugung vorgetragene Abneigung gegen keynesianische Wirtschaftspolitik“

## Buch des Lebens
Das Bild vom Buch des Lebens als Schicksalsbuch geht auf das 2. Buch Mose zurück. In dieses Buch werden die Gerechten von Gott eingetragen, während die Sünder daraus getilgt werden. Es beruht auf der Vorstellung von einem göttlichen Verzeichnis, das die Namen aller Gott wohlgefälligen Menschen enthält, die je gelebt haben:
„30 Des Morgens sprach Mose zum Volk: Ihr habt eine große Sünde getan; nun will ich hinaufsteigen zu dem HERRN, ob ich vielleicht eure Sünde versöhnen möge. 31 Als nun Mose wieder zum HERRN kam, sprach er: Ach, das Volk hat eine große Sünde getan, und sie haben sich goldene Götter gemacht. 32 Nun vergib ihnen ihre Sünde; wo nicht, so tilge mich auch aus deinem Buch, das du geschrieben hast. 33 Der HERR sprach zu Mose: Was? Ich will den aus meinem Buch tilgen, der an mir sündigt.“
Dieses Buch wird auch in Psalm 69 erwähnt, wo vom Buch der Lebendigen die Rede ist:
„29 Tilge sie aus dem Buch der Lebendigen, daß sie mit den Gerechten nicht angeschrieben werden.“

## Buch mit sieben Siegeln

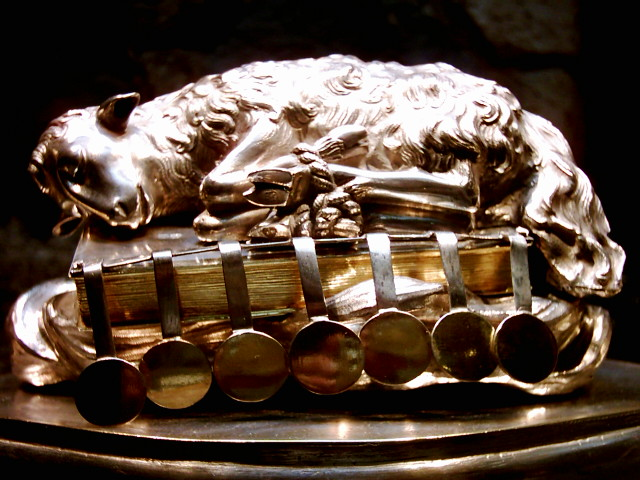
Apokalyptisches Lamm auf dem Buch mit sieben Siegeln, um 1775

Die Redewendung „Das ist für mich wie ein Buch mit sieben Siegeln“ besagt, dass etwas sehr schwer verständlich ist.

## Buchbinder Wanninger
„Sich wie Buchbinder Wanninger vorzukommen“ wird als geflügeltes Wort gebraucht für Situationen, in denen Ämter oder Unternehmen einen Antragsteller von Mitarbeiter zu Mitarbeiter weiter verweisen.

## Bücher haben Ehrgefühl. Wenn man sie verleiht, kommen sie nicht mehr zurück.
Soweit ersichtlich wurde das Bonmot erstmals in der Wochenzeitung Das Ostpreußenblatt vom 12. Juli 1975 publiziert und dabei ohne nähere Quellenangabe Theodor Fontane zugeschrieben. Diese Zuschreibung ist mit Sicherheit falsch. Das Zitat ist bis heute in Schriften von oder über Fontane nicht nachgewiesen. Das gilt auch für die Version

„Bücher haben kein Ehrgefühl. Wenn man sie verleiht, kommen sie nicht mehr zurück.“

Dies trug Thomas Wurzel, Geschäftsführer der Sparkassen-Kulturstiftung Hessen-Thüringen, in seiner Laudatio anlässlich der Übergabe des Thüringer Bibliothekspreises 2007 an die Stadtbücherei Suhl vor.

## Bücher sind dickere Briefe an Freunde.
„Bücher sind nur dickere Briefe an Freunde; Briefe sind nur dünnere Bücher für die Welt.“ – Jean Paul: Vierter Hirten- und Zirkelbrief. Sämmtliche Werke. XX. Vierte Lieferung. Fünfter Band. G. Reimer, Berlin 1826.

## Büchse der Pandora
Die Büchse der Pandora ist eine Metapher für drohendes Unheil. Siehe Büchse der Pandora und Georg Büchmann.

## Bundeskanzler der Alliierten
Am 25. November 1949 rief nach 20 Stunden Debatte über das Petersberger Abkommen gegen drei Uhr morgens der SPD-Chef Kurt Schumacher dem Bundeskanzler Konrad Adenauer einen der berühmtesten Zwischenrufe der Bundestagsgeschichte zu:

„Der Bundeskanzler der Alliierten.“

Dieser Zwischenruf brachte die Abgeordneten der Regierungskoalition in Zorn und veranlasste den Bundestagspräsidenten Erich Köhler zu einem Ordnungsruf. Da Schumacher die Rücknahme seines Zwischenrufs weiterhin ablehnte, schloss Köhler ihn nach § 91 der Geschäftsordnung „wegen gröblicher Verletzung der Ordnung für die Zeit von 20 Sitzungstagen von der Teilnahme an den Verhandlungen des Bundestags“ aus.
Adenauer hatte das Petersberger Abkommen zwei Tage zuvor mit den West-Alliierten abgeschlossen. Es sah vor, dass die Bundesrepublik Deutschland der Internationalen Ruhrbehörde beitrat, die Kohle- und Stahlproduktion im wichtigsten Wirtschaftsraum Westdeutschlands kontrollierte. Schumacher befürchtete einen Ausverkauf deutscher Interessen und die Fortsetzung der Demontagen.

## Business as usual
Diese englische Wendung wurde von Winston Churchill geprägt, der in einer Rede am 9. November 1914 sagte:

“The maxim of the British people is Business as usual!” oder “Business carried on as usual during alterations on the map of Europe.”

„Die Maxime des britischen Volkes ist: Die Geschäfte gehen ihren normalen Gang.“

Churchill bezog sich damit auf den soeben begonnenen Ersten Weltkrieg und dessen Einfluss auf das Geschäftsleben.